# فهرست اختراع‌ها و اکتشاف‌های ژاپنی
این فهرستی از اختراع‌ها و اکتشاف‌های ژاپنی است. ژاپنی‌ها در زمینه‌های گوناگون دانشی و فناوری همکاری داشته‌اند. این کشور به ویژه از قرن بیستم و با بسیاری از فناوری‌های نوین و انقلابی در زمینه‌هایی مانند الکترونیک و رباتیک که توسط مخترعان و کارآفرینان ژاپنی صورت گرفته، نقش به‌سزایی در انقلاب دیجیتال داشته‌است.

## هنر
کتاب کمیک
آدام ال. کرن اظهار کرده‌است که کیبوشی، کتابهای مصور از واپسین سال‌های قرن هجدهم، ممکن است نخستین کتابهای کمیک جهان باشند. این روایت‌های گرافیکی با مضامین طنز، هجو و عاشقانه مانگای مدرن مشترک هستند. برخی از این آثار به صورت مجموعه با بهره‌گیری از چاپ‌نقش چوبی به تولید انبوه رسیده‌اند.
مانگا
تاریخچه مانگا ریشه در طومارهایی دارد که به قرن ۱۲ میلادی برمی گردد و اعتقاد بر این است که آنها سبک پایه خواندن راست به چپ را نشان می‌دهند. در دوره ادو (۱۶۰۳–۱۸۶۷)، توبا ایهون مفهوم مانگا را اختراع کرد. این واژه برای نخستین بار به‌طور گسترده در ۱۷۹۸ با انتشار آثاری چون کتاب مصور سانتو کیودن به نام شیجی نو یوکیاکی (۱۷۹۸)، و در قرن ۱۹ در آثاری مانند کتاب‌های مانگا هیاکوجو (۱۸۱۴) و هوکوسای مانگا (۱۸۱۴–۱۸۳۴) اثر آیکاوا مینوا، مورد استفاده واقع شد.

### فیلم و پویانمایی
انیمه
پویانمایی ژاپنی یا انیمیشن که امروزه به‌طور گسترده‌ای در ژاپن و خارج از این کشور محبوب است، از سال‌های نخست قرن ۲۰ آغاز شد.
مرد بی‌نام
یک شخصیت مشهور در کتاب یوجیمبو (۱۹۶۱) از آکیرا کوروساوا که برای نخستین بار توسط توشیرو میفونه به تصویر کشیده شد. این کهن‌الگو توسط سرجیو لئونه برای وسترن اسپاگتی سه‌گانه دلار (۱۹۶۴–۱۹۶۶) اقتباس شد و کلینت ایستوود نقش «مردی با ژاپن نوین» را در آن بازی کرد. نخستین تصویر از ویژگی ابرروبات که توسط یک سرنشین از درون یک کابین هدایت می‌شد، در مجموعه مانگا و انیمه سری مزینگر زی توسط گو ناگای در سال ۱۹۷۲ ارائه شد.
پست‌سایبرپانک
نخستین کار رسانه ای در ژانر پست‌سایبرپانک در قالب انیمیشن/فیلم روحی در پوست: مجموعه ایستاده تنها در سال ۲۰۰۲ ارائه شد. این کار «جالبترین و پایدارترین کار رسانه ای پست‌سایبرپانک موجود» خوانده شده‌است.
استیم‌پانک
نخستین نمونه از پویانمایی‌های استیم‌پانک، انیمه‌های هایائو میازاکی همچون فیوچربوی کانن (۱۹۷۸)، نائوشیکا از دره باد (1984) و لاپوتا قلعه‌ای در آسمان (۱۹۸۶) هستند.
سوپرفلت
سوپرفلت، یک شکل هنری پست مدرن، توسط تاکاشی موراکامی بنیان نهاده شده که تحت تأثیر مانگا و انیمه قرار دارد.

### معماری

قلعه ناگویا

قلعه ژاپنی
قلعه‌ها عمدتاً از سنگ و چوب و برای دفاع نظامی در مکان‌های راهبردی ساخته شده‌اند.
متابولیسم
یک جنبش معماری ژاپنی پس از جنگ که توسط طیف گسترده‌ای از معماران ژاپنی از جمله کیونوری کیکوتاکه، کیشو کوروکاوا و فومیهیکو ماکی ایجاد شد. متابولیسم قصد داشت ایده‌های مربوط به ابرسازه در معماری را با رشد بیولوژیکی آلی تلفیق کند.
تاهوتو
تاهوتو نوعی بتکده ژاپنی است که عمدتاً در معابد بودایی وجره‌یانه شینگون و مدرسه تندای یافت می‌شود. خلاف بیشتر بتکده‌ها، این گونه دو طبقه دارد.

### سرامیک
ظروف چینی ایماری
ظروف چینی ایماری یا آریتا-یاکی نوعی ظروف چینی ژاپنی است که در شهر آریتا ساخته می‌شود که طی قرن‌های ۱۷ و ۱۸ به‌طور گسترده‌ای از بندر ایماری به اروپا صادر می‌شد.

## علوم جوی
انفجار بادی
سامانه‌های بادی قوی در سطح زمین که از یک نقطه بالا سرچشمه می‌گیرند و به صورت شعاعی به سمت پایین می‌وزند. این سامانه توسط تد فوجیتا کشف شد.
مقیاس فوجیتا
نخستین مقیاس طراحی شده برای اندازه‌گیری شدت پیچند که توسط تد فوجیتا (با همکاری آلن پیرسون) در سال ۱۹۷۱ ارائه شد. این مقیاس تا زمان توسعه مقیاس پیشرفته فوجیتا به‌طور گسترده در سراسر جهان پذیرفته شد.
اثر فوجیهاورا
اثر فوجیهاورا یک پدیده جوی است که در آن دو ناوه چرخندی مجاور به دور یکدیگر می‌چرخند و فاصله گردش مرکز کم‌فشار مربوط را می‌بندند. این اثر اولین بار توسط ساکوهی فوجیهاورا در سال ۱۹۲۱ توصیف شد.
جریان جتی
جریان‌های جتی نخستین بار توسط واسابورو اویشی، هواشناس ژاپنی با ردیابی بادکنک سقفی کشف شد. با این حال، کارهای اویشی در خارج از ژاپن تا حد زیادی مورد توجه قرار نگرفت؛ زیرا به زبان اسپرانتو منتشر شد.
ریزانفجار
ریزانفجار برای نخستین بار توسط تد فوجیتا در سال ۱۹۷۴ به عنوان یک انفجار بادی مقیاس کوچک منطقه ای به قطر ۴ کیلومتر (۲٫۵ مایل) یا کمتر کشف شد. ریزانفجارها دارای توانایی تولید سرعت باد بالاتر از ۲۷۰ کیلومتر در ساعت (۱۷۰ مایل در ساعت) هستند. علاوه بر این، فوجیتا همچنین بزرگ‌انفجارها را در ردیف‌های بزرگتر از ۴ کیلومتر (۲٫۵ مایل) طبقه‌بندی کرد.

## ورزش
رقابت دریفت
در سال ۱۹۸۸، کیئیچی تسوچیا در کنار بنیانگذار و سردبیر مجله آپشن، دایجیرو اینادا، نخستین مسابقه دریفت اتومبیل را ترتیب داد. در سال ۱۹۹۶، آپشن، نخستین مسابقه را در خارج از ژاپن اجر کرد که سبب گسترش این گونه مسابقات در سایر کشورها شد.

### هنرهای رزمی

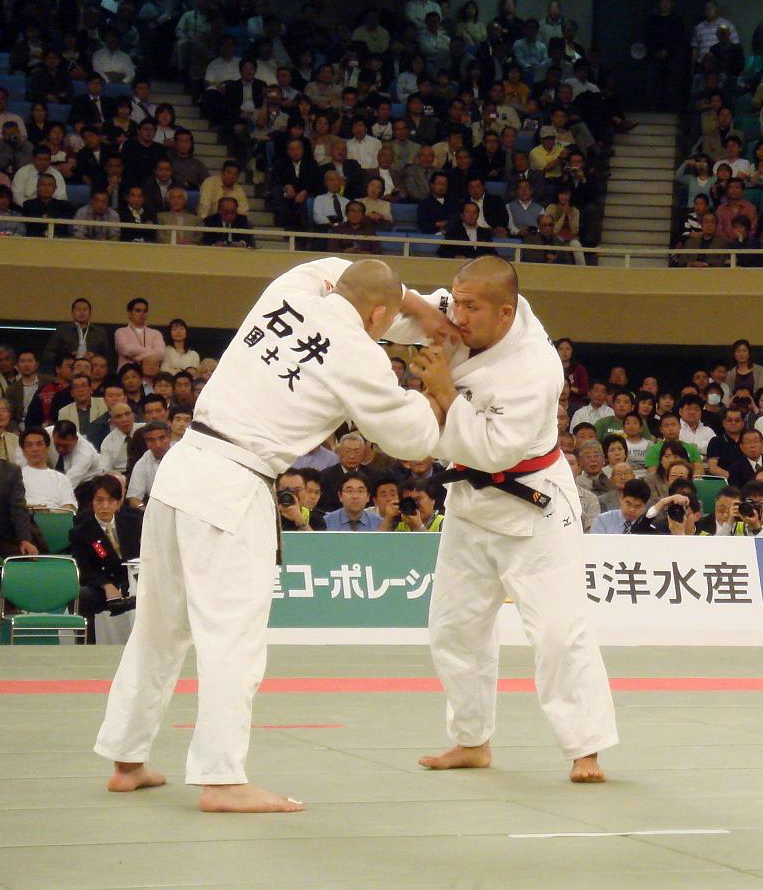
مسابقه‌های قهرمانی جودوی ژاپن، مرحله نهایی مردان، سال ۲۰۰۷.

آیکیدو
آیکیدو توسط موریهی اوشیبا در نیمه اول قرن بیستم ایجاد و توسعه یافت.
جودو
جودو در ژاپن و به سال ۱۸۸۲ توسط جیگارو کانو به عنوان یک علم پرورشی برای جسم، روان و اخلاق ایجاد شد.
جوجوتسو
جوجوتسو، «راه تسلیم»، به گروهی از سبک‌های رزمی ژاپنی شامل تکنیک‌های غیر مسلح و مسلح گفته می‌شود. جوجوتسو به عنوان روشی برای شکست حریف مسلح و زرهی یا بدون سلاح در میان سامورایی‌های ژاپن فئودال تکامل یافت. به دلیل ناکارآمدی حمله به حریف زرهی، کارآمدترین روشها برای خنثی سازی دشمن به صورت سنجاقی، قفل مفصلی و پرتاب بود. این فن‌ها به جای مقابله مستقیم با حریف، در اصل برای استفاده از انرژی وی علیه خودش توسعه یافتند.
کاراته
کاراته گونه‌ای از هنرهای رزمی اوکیناوا یا تی است که شامل یک سامانه مبارزه مشترک می‌شود. تنها چند سبک رسمی ته وجود دارد و این در حالی است که بسیاری از رزمندگان این سبک روش‌های خود را به‌وجود آورده‌اند. یکی از نمونه‌های برجای مانده سبک موتوبو-ریو است که از خانواده موتوبو به سیکیچی اوئهارا منتقل شده‌است. سبک‌های ابتدایی کاراته شامل شوریته، ناهاته و توماریته بودند که به نام سه شهری که از آنها به‌وجود آمده‌اند، نامگذاری شده‌اند.
نینجوتسو
نینجوتسو توسط گروهی از مردم عمدتاً از ولایت ایگا و کوکا، شیگای ژاپن به وجود آمد. در طول تاریخ، بسیاری از مدارس مختلف، نسخه‌های منحصر به فرد خود از نینجوتسو را آموزش داده‌اند. نمونه ای از این موارد توگاکوره-ریو است. این سبک پس از فرار یک جنگجوی سامورایی شکست خورده به نام دایسوکه توگاکوره به منطقه ایگا توسعه یافت. بعدها او در تماس با راهب جنگجو کین دوشی که به او یک راه جدید برای مشاهده زندگی و وسیله ای برای زنده ماندن (نینجوتسو) را آموزش داد.
هنرهای رزمی اوکیناوا
در قرن ۱۴، زمانی که سه پادشاهی اوکیناوا (چوزان، هوکوزان و نانزان) باج‌گذار دودمان مینگ در چین شدند، فرستادگان چینی و دیگر چینی‌هایی که وارد اوکیناوا شدند، اقدام به تدریس هنرهای رزمی چینی (کمپو) به محلی‌ها نمودند. اوکیناوایی‌ها این هنرهای رزمی چینی را با هنرهای رزمی موجود ته ترکیب کردند تا تو-د (唐手 Okinawan: تو-دی, دست زنانه) که گاهی 'اوکیناوا-ته (沖縄手) خوانده می‌شد را ایجاد کنند. تا قرن هجدهم، سبک‌های مختلف ته در سه روستای مختلف ناها، شوری و توماری ایجاد شد. این سبک‌ها به ترتیب ناها-ته، شوری-ته و توماری-ته نامگذاری شده‌اند. تمرین کنندگان در این سه روستا به توسعه کاراته مدرن ادامه دادند.

## سومو
گفته می‌شود سومو در دوره هیان (۷۹۴–۱۱۹۲) آغاز شده‌است. خانواده امپراتور، سومو را به عنوان نوعی سرگرمی تماشا می‌کردند. سومو در طول قرن‌ها با حضور کشتی‌گیران حرفه ای در دوره ادو (۱۸۶۸–۱۶۰۳) تکامل یافته‌است. کلمه سومو با حروف چینی یا کانجی به معنی «کبودی متقابل» نوشته می‌شود.

## بازی‌های ویدیویی

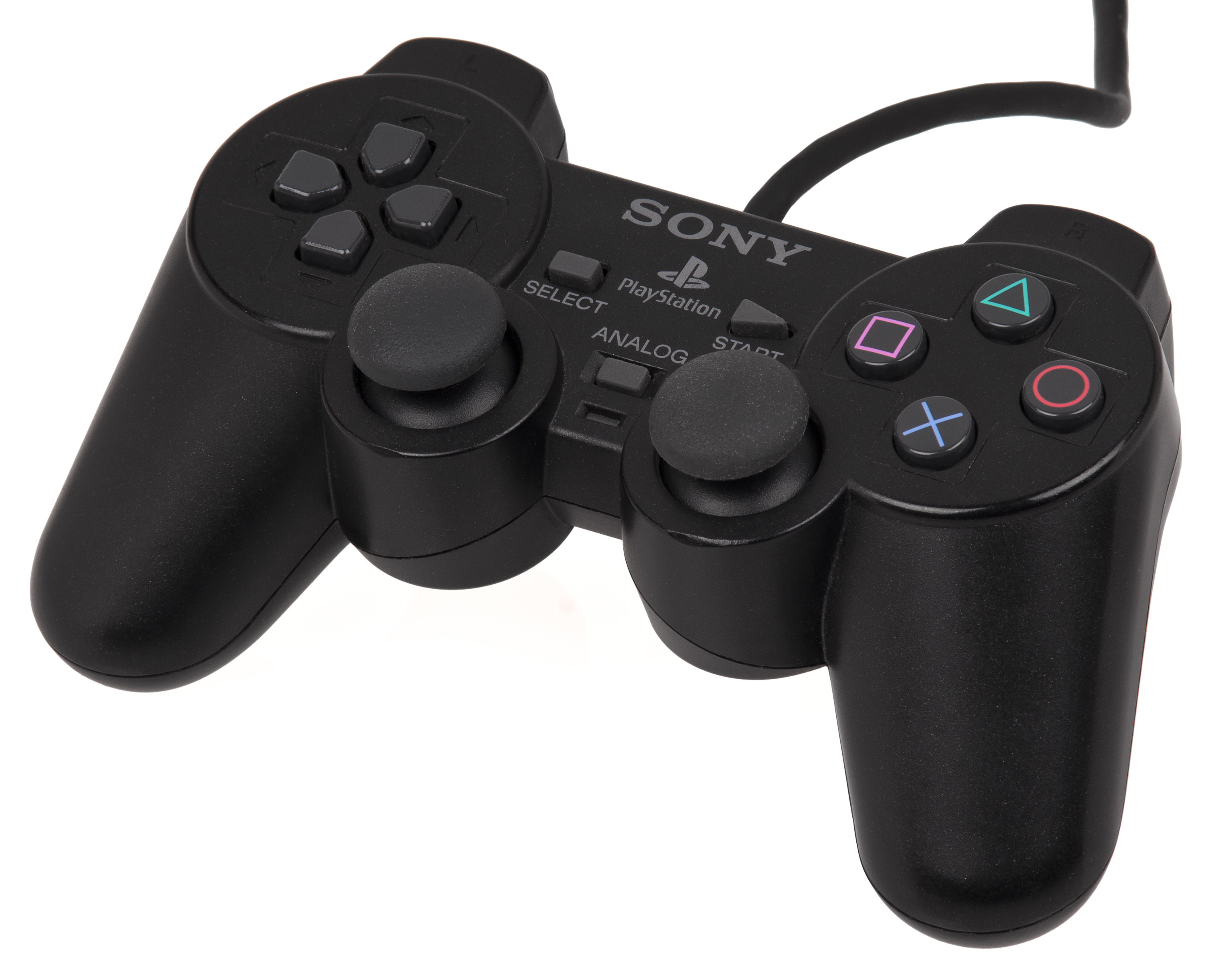
دسته پلی استیشن ۲، پرفروش‌ترین کنسول بازی ویدیویی در تمام دوران‌ها.

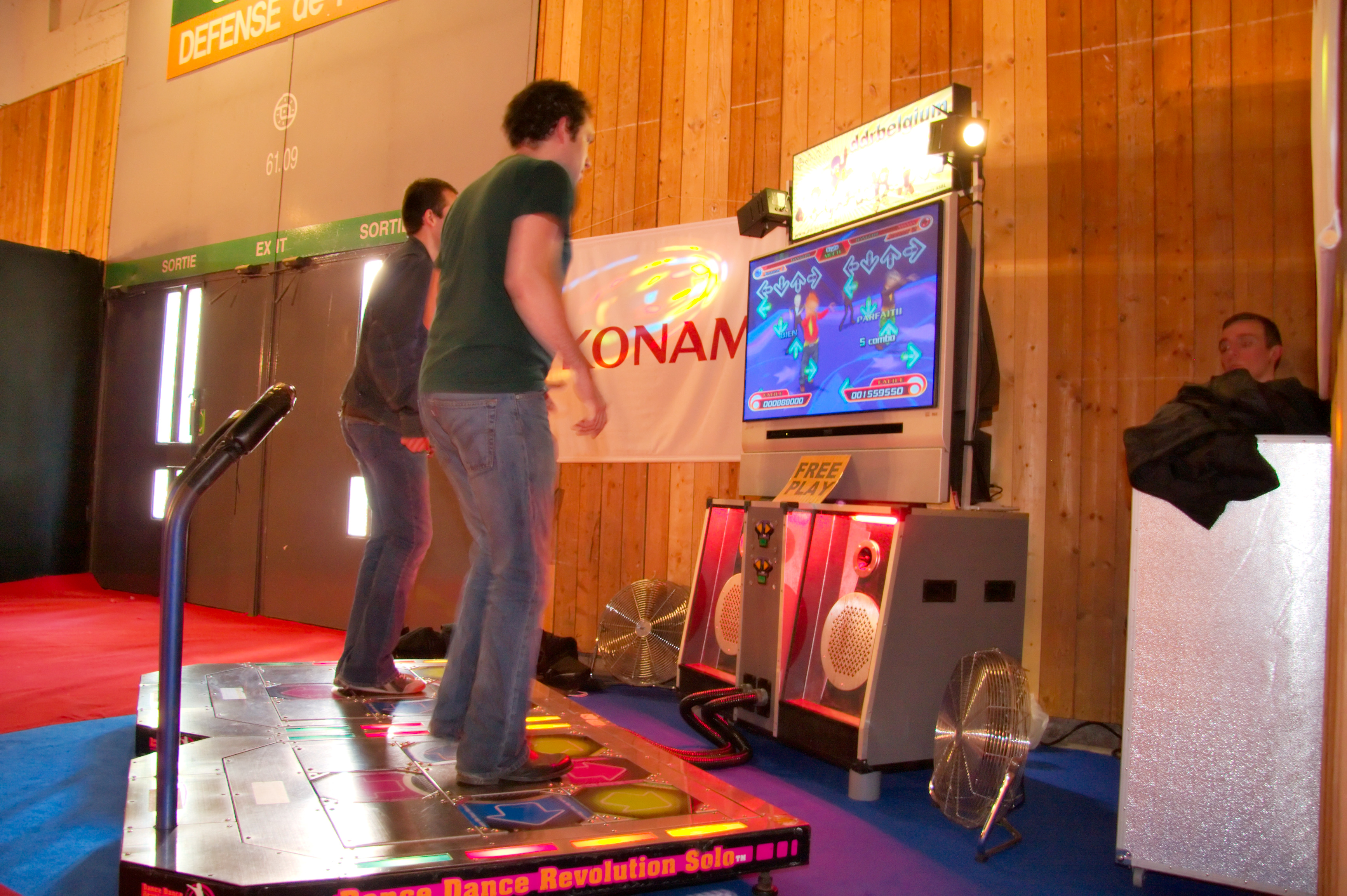
بازی رقص رقص انقلاب، یکی از موفق‌ترین بازی‌های ضرب‌آهنگی.

پلی استیشن
کن کوتاراگی اختراع‌کننده پلی استیشن ساخت شرکت سونی است. تحقیق و توسعه برای پلی استیشن از سال ۱۹۹۰ و به ریاست کوتاراگی، مهندس مایکروسافت آغاز شد.
نینتندو
گونپی یوکوی خالق پسر بازی‌گوش و پسر مجازی بود و روی فامیکام و اِن‌ای‌اس، سری متروید و پسر بازی‌گوش جیبی کار کرده و کارهای گسترده‌ای را روی سامانه‌ای انجام داد که امروز به عنوان کنسول سرگرمی نینتندو می‌شناسیم. این اختراع، نحوه گذران اوقات فراغت کودکان و بزرگسالان را متحول کرد.
نبرد زمان فعال
هیرویوکی ایتو سامانه «نبرد زمان فعال» را در فاینال فانتزی ۴ (1991) که در آن سامانه سامانه نگه‌داری زمان در بازی‌هامتوقف نمی‌شود، معرفی کرد. شرکت اسکوئر در ۱۶ مارس ۱۹۹۲ با ثبت عنوان «دستگاه بازی ویدئو، روش و دستگاه برای کنترل همان»، درخواست ثبت اختراع ایالات متحده را برای سامانه نبرد زمان فعال ثبت کرد و در ۲۱ فوریه ۱۹۹۵ حق ثبت اختراع را دریافت کرد. در صفحه نبرد، هر کاراکتر دارای یک سنجه سامانه زمان فعال است که به تدریج پر می‌شود و به بازیکن اجازه داده می‌شود پس از پر شدن سنجه، به آن کاراکتر دستور صادر کند. این واقعیت که دشمنان می‌توانند در هر زمان حمله کنند یا مورد حمله قرار گیرند، باعث ایجاد فوریت و هیجان در سیستم جنگ در بازی می‌شود.
بیتم آپ
نخستین بازی که در آن مشت‌زنی ایجاد شده بود، بازی بوکس سگا به نام قهرمان سنگین‌وزن (۱۹۷۶) بود. اما این بازی رزمی قهرمان کاراته (۱۹۸۴) بود که بازی‌های با مضمون ورزش‌های رزمی را محبوب کرد. در همان سال بازی استاد کونگ‌فو با الهام از سینمای اکشن هنگ‌کنگ با پی‌رنگ ساده و دشمنان متعدد، پایه‌های بازی بیتم آپ را ایجاد کرد. بازی ویدیویی شورشی، که در سال ۱۹۸۶ در ژاپن منتشر شد، از موضوعات مربوط به ورزش‌های رزمی بازی‌های قبلی منحرف شد و جدال خیابانی را به این ژانر وارد کرد. شورشی پی‌رنگ انتقام از دنیای زیرزمینی را اضافه کرد که محبوبیت بیشتری نسبت به ورزش اصلی مبارزه ای در سایر بازی‌ها در بین گیمرها داشت. شورشی، استاندارد بازی‌های مشابه بیتم آپ را تعیین کرد و توانایی حرکت به صورت افقی و عمودی را به گیمر ارائه نمود.
شوتم آپ
ژانر بازی شوتم آپ در نخستین سال‌های دهه ۱۹۹۰ ظهور کرد و توسعه دهندگان دوبعدی یا 2D نیاز به یافتن راهی برای رقابت با بازی‌های سه بعدی داشتند که در آن زمان در حال محبوب شدن هر چه بیش‌تر بودند. شرکت توپلان با بازی بتسوگان (۱۹۹۳) به طوری جدی سبک مدرن بازی شوتم آپ را مد نظر قرار داده بود. سری پروژه‌های توهو یکی از محبوب‌ترین دارندگان حق امتیاز بازی‌های ژانر شوتم آپ است.
بازی مبارزه‌ای
بازی بوکس سیاه و سفید سگا به نام قهرمان سنگین‌وزن در سال ۱۹۷۶ به عنوان نخستین بازی ویدیویی که دارای مشت‌زنی بود، منتشر شد. با این حال، قهرمان کاراته از شرکت دیتا ایست در سال ۱۹۸۴ با ایجاد و محبوب کردن ژانر بازی مبارزه‌ای اعتبار بسیاری کسب نمود. این بازی در سال ۱۹۸۵ روی بازی یی آر کنگ‌فو ساخت شرکت کونامی بسیار تأثیر گذاشت. این بازی با قرار دادن بازیکن در مقابل حریفان مختلف، هر یک با ظاهر و سبک مبارزه منحصر به فرد خود، باعث پیش‌رفت بازی قهرمان کاراته شد. شرکت کپ‌کام در بازی مبارز خیابانی (۱۹۸۷) استفاده از حرکات ویژه را معرفی کرد که تنها با آزمایش کنترل‌های بازی قابل کشف بود. مبارز خیابانی ۲ (۱۹۹۱) استانداردهای ژانر بازی‌های جنگی را تأسیس کرد و در حالی که بازی‌های قبلی به بازیکنان اجازه می‌دادند تا با رزمنده‌های کنترل شده توسط کامپیوتر مبارزه کنند، مبارزان خیابانی ۲ به بازیکنان اجازه می‌داد در برابر یکدیگر بازی کنند.
سکوبازی
وحشت فضا، نسخه آرکید ۱۹۸۰، به عنوان نخستین بازی پلتفرمی شناخته می‌شود. این به وضوح تأثیر شگرفی بر این گونه بازی‌ها گذاشت. پی‌رنگ بازی متمرکز بر نردبان نوردی بین طبقات مختلف، عنصر مشترک بسیاری از بازی‌های اولیه پلت فرمی بود. بازی دانکی کونگ، یک بازی آرکید ساخته شده توسط نینتندو است که در ژوئیه ۱۹۸۱ منتشر شد. این بازی، نخستین بازی بود که به بازیکنان اجازه می‌داد از موانع عبور کرده و از شکاف‌ها بگذرند و این بازی را به عنوان اولین بازی پلتفرمی واقعی تبدیل کنند.
بازی ترسناک روانشناختی
سایلنت هیل (۱۹۹۹) به سبب تقلید عنصر ترس و بقا از فیلم‌های درجه بی و تبدیل آن به سبک روانی، همچون آنچه در فیلم‌های هنری ژاپنی با ژانر ترسناک ویژه ژاپن وجود دارد، مورد ستایش واقع شده‌است. تأکید این بازی بیش‌تر بر روی ایجاد یک فضای اخلال به جای وحشت احشایی است. سایلنت هیل اصلی یکی از ترسناک‌ترین بازی‌های تمام دوران‌ها به حساب می‌آید و روایت قوی سایلنت هیل ۲ در سال ۲۰۰۱ باعث شده‌است که این مجموعه به یکی از تأثیرگذارترین‌ها در این سبک تبدیل شود. فیتال فریم از سال ۲۰۰۱ ورود بی نظیری به این ژانر داشت. در این بازی، بازیکن به کاوش در یک عمارت می‌پردازد و از ارواح برای شکست دادن آنها عکس می‌گیرد.
بازی ریتمی
دنس اروبیکس در سال ۱۹۸۷ منتشر شد و به بازیکنان این امکان را داد تا با پا گذاشتن بر روی لوازم جانبی پاور پد نینتندو موسیقی ایجاد کنند. این بازی به عنوان نخستین بازی اکشن ریتمی خوانده شده‌است. اگرچه بازی رپر پاراپا ۱۹۹۶ نیز به عنوان نخستین بازی ریتمی شناخته شده‌است که الگوی اصلی آن هسته اصلی بازی‌های بعدی این سبک را تشکیل می‌دهد. در سال ۱۹۹۷، کونامی با عرضه بیتمانیا موجب ایجاد یک بازار نوظهور برای بازی‌های ریتمی در ژاپن شد. بخش موسیقی این شرکت، بمانی، طی چند سال بعدی تعدادی بازی ریتمی منتشر کرد.
سکوبازی
نخستین بازی پلتفرمی که از گرافیک پیمایشی بهره برد، جامپ باگ (۱۹۸۱) بود؛ یک بازی تیراندازی ساده برای پلتفرم‌ها که توسط آلفا دنشی ساخته شده‌است. در اوت ۱۹۸۲ تایتو بازی جانگل هانت را عرضه کرد که شامل جهش و پیمایش‌هایی بود که بازیکنان از موانع عبور می‌کردند. نامکو با عرضه پک-لند در سال ۱۹۸۴ سکوبازی پیمایشی را یک قدم جلوتر برد. این بازی پس از چند سال توسعه این ژانر به وجود آمده بود و موجب تکامل بازی‌های پلتفرمی قبلی بود. این بازی بر آن بود که چیزی فراتر از یک بازی ساده پرش از مانع باشد؛ چیزی مانند برخی از نسخه‌های قبلی. پک-لند شباهت زیادی به سکوبازی‌های بعدی مانند واندر بوی و برادران سوپر ماریو داشت و احتمالاً تأثیر مستقیمی نیز بر آنها بر جای گذاشت. همچنین دارای پیمایش اختلاف منظر چند لایه‌ای بود.
شوتم آپ
مهاجمان فضایی اغلب به عنوان «نخستین» یا «اصلی‌ترین» بازی در این ژانر ذکر می‌شود. در این بازی، بازیکن در مقابل دشمنان متعددی قرار می‌گیرد که از بالای صفحه با سرعت مداوم به‌طور افزایشی پایین می‌آیند. همانند ورژن‌های شوتم آپ بعدی در آن زمان، بازی در فضا برنامه‌ریزی شد زیرا فناوری موجود فقط یک زمینه سیاه را پشتیبانی می‌کرد. این بازی همچنین ایده دادن چندین " جان " به بازیکن را برای نخستین ارائه داد. مهاجمان فضایی یک موفقیت بزرگ تجاری بود و باعث کمبود سکه در ژاپن شد. سال بعد، کهکشانی ساخت شرکت نامکو با الگوهای پیچیده‌تر دشمن و گرافیک غنی تر، ژانر را بیشتر به پیش برد.
سبک مخفی‌کاری
نخستین بازی ویدئویی مبتنی بر مخفی کاری، مانابیکی شونن (۱۹۷۹) ساخت هیروشی سوزوکی بود. نخستین بازی مخفی کاری تجاری موفق مجموعه بازی متال گیر (۱۹۸۷) هیدئو کوجیما بود. پس از آن نخسه دوم (۱۹۹۰) و سپس سوم این بازی (۱۹۹۸) به‌طور قابل توجهی این ژانر را گسترش دادند.
ترس و بقا
اصطلاح ترس و بقا در بازی رزیدنت ایول (۱۹۹۶) ساخت کپ‌کام ابداع شد و قطعاً آن ژانر را تعریف کرد. این بازی از بازی ترسناک پیشین این شرکت به نام خانه زیبا (۱۹۸۹) الهام گرفته شده بود. نخستین بازی ترس و بقا نوسترومو نام داشت که توسط آکیرا تاکیگوچی، دانشجوی دانشگاه توکیو و پیمانکار تایتو برای کمودور پی‌ئی‌تی ساخته شده و توسط شرکت ای‌اس‌سی‌آی‌آی برای پی‌سی-۶۰۰۱ در سال ۱۹۸۱ منتشر شد.
رمان مصور
ژانر رمان بصری نوعی داستان تعاملی است که در سال‌های نخستین دهه ۱۹۹۰ در ژاپن توسعه یافت. همان‌طور که از نامش پیداست، رمان‌های بصری معمولاً برهم‌کنش محدودی دارند، زیرا بیشتر برهم‌کنش‌های بازیکن تنها با کلیک روی متن و گرافیک ممکن می‌شود.

## فلسفه
تولید ناب
تولید ناب، یک فلسفه عمومی مدیریت فرایند است که بیشتر از سیستم تولید تویوتا (TPS) (که همچنین آن را با اصطلاح تویوتیزم نیز می‌شناسند) گرفته شده و تنها در دهه ۱۹۹۰ به عنوان «ناب» شناخته می‌شد.

## زیست‌شناسی، شیمی و علوم پزشکی

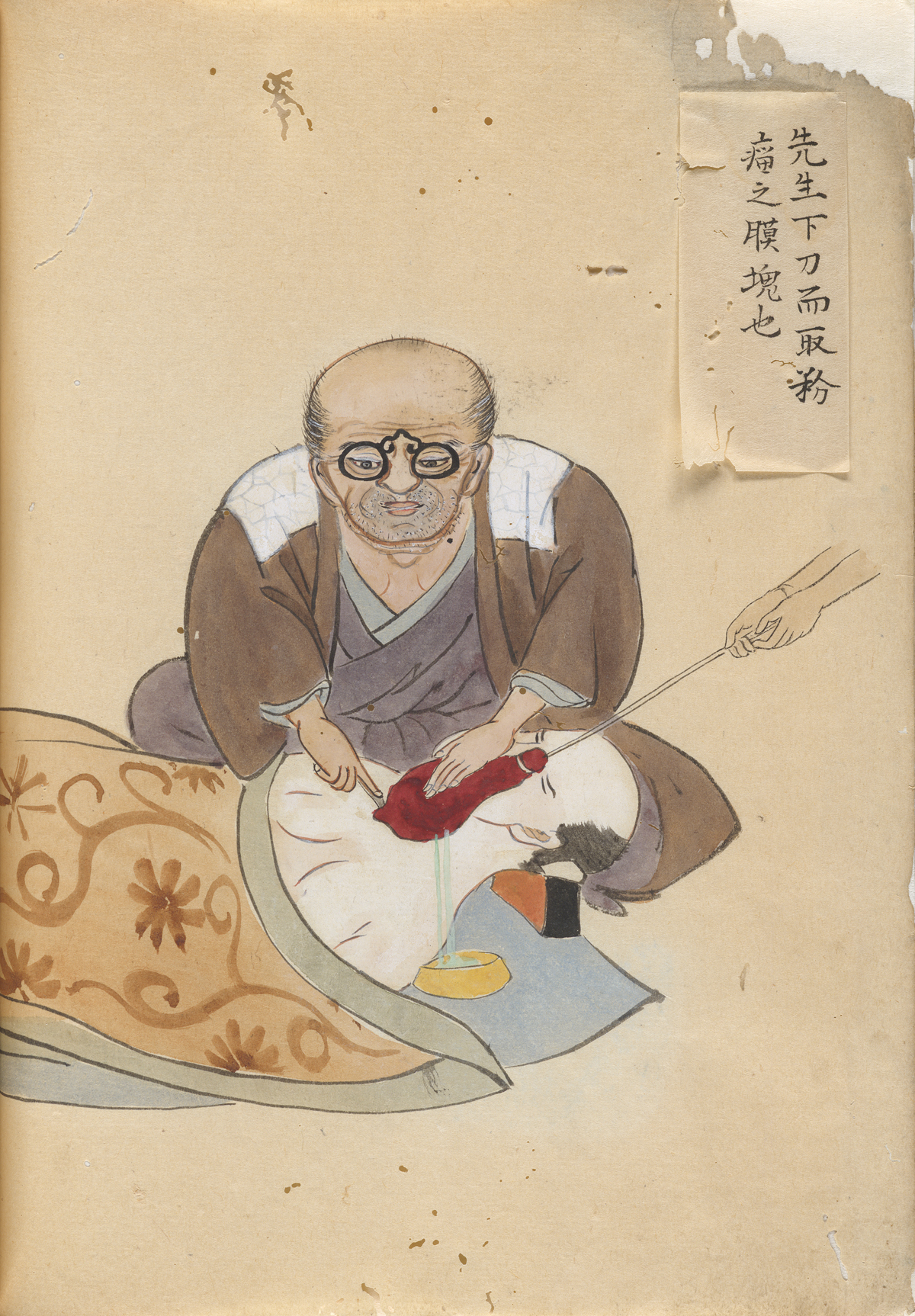
تصویری از "کتاب موارد جراحی" (Kishitsu geryō zukan) اثر هانااوکا سیشو

ساختار شیمیایی مت‌آمفتامین.

آگار
آگار در حدود سال ۱۶۵۸ توسط مینو تارزیمون در ژاپن کشف شد.
آسپرژیلوس اوریزی
ژنوم آسپرژیلوس اوریزی توسط کنسرسیومی از شرکتهای زیست‌فناوری ژاپنی تعیین توالی و در آخرین سال‌های ۲۰۰۵. منتشر شد
گریسپر
یوشیزومی ایشی نو کریسپر را در سال ۱۹۸۷ کشف کرد.
افدرین
افدرین به شکل طبیعی خود، که در طب سنتی چینی به عنوان اَرمَک معروف است، از زمان سلسله هان در چین ثبت شده‌است. با این حال، تنها در سال ۱۸۸۵ بود که سنتز شیمیایی افدرین برای نخستین بار توسط شیمی آلی‌شناس ژاپنی ناگای ناگایوشی کشف شد.
اپی نفرین (آدرنالین)
شیمی‌دان ژاپنی تاکامین جکیچی و دستیارش کیزو اوِناکا نخستین بار اپی نفرین را در سال ۱۹۰۰ کشف کردند. در سال ۱۹۰۱ تاکامین با موفقیت هورمون را از غدد فوق کلیوی گوسفندها و گاوها جدا و تصفیه کرد.
ازوفاگوگاسترودودنوسکوپ
موتسو سوگیورا یک مهندس ژاپنی بود که به سبب توسعه دوربین گاسترو (نوعی ازوفاگوگاسترودئودنوسکوپ امروزی) مشهور شد. داستان او در مستند تلویزیونی پخش شده از شبکه ان‌اچ‌کی به نام «پروژه اکس: چالش‌گرها؛ توسعه دوربین گاستروی کاملاً ژاپنی» به تصویر کشیده شد. سوگیورا در سال ۱۹۳۸ از دانشگاه پلی‌تکنیک توکیو فارغ‌التحصیل شد و سپس به شرکت الیمپوس پیوست. وی هنگام کار در این شرکت، برای نخستین بار در سال ۱۹۵۰ ازوفاگوگاسترودئودنوسکوپ را ابداع کرد.
نظریه اوربیتال مولکولی مرزی
کنیچی فوکویی مقاله ای را در مورد نظریه اوربیتال مولکولی مرزی در سال ۱۹۵۲ تهیه و منتشر کرد.
بیهوشی عمومی
هاناوکا سیشو نخستین جراحی در جهان بود که به سال ۱۸۰۴ از بیهوشی عمومی در جراحی استفاده کرد و جرئت کرد سرطان‌های پستان و دهانه حلق را با جراحی، درمان کند. وی استخوان نکروز را برداشته و اندام‌های انتهایی را می‌برید که این کار برای نخستین بار در ژاپن صورت پذیرفت.
پادتن ای
پادتن ای نوعی پادتن است که تنها در پستانداران یافت می‌شود. ای به‌طور همزمان در سال‌های ۱۹۶۶ و ۱۹۶۷ توسط دو گروه مستقل کشف شد؛ گروه کیمیشیگه ایشیزاکا در مؤسسه تحقیقات آسم کودکان و بیمارستان در دنور، کلرادو، و گونار جوهانسون و هانس بنیش در اوپسالا، سوئد. مقاله مشترک آنها در آوریل ۱۹۶۹ منتشر شد.
سلول بنیادی توانمند القایی
سلول بنیادی پرتوان القایی (iPSC) نوعی سلول بنیادی پرتوان است که می‌تواند با استفاده از یک سلول بالغ ایجاد شود. فناوری iPSCs توسط شینیا یاماناکا و کارکنان آزمایشگاه وی در سال ۲۰۰۶ توسعه داده شد.
مت‌آمفتامین
نخستین بار مت‌آمفتامین از افدرین در ژاپن در سال ۱۸۹۴ توسط شیمی‌دانی به نام ناگایوشی ناگای به‌طور مصنوعی ساخته شد. در سال ۱۹۱۹، مت‌آمفتامین هیدروکلراید توسط متخصص داروسازی آکیرا اوگاتا به‌طور مصنوعی ساخته شد.
قطعه اوکازاکی
قطعات اوکازاکی قطعات دی‌ان‌ای کوتاه و تازه سنتز شده‌ای هستند که در طی همانندسازی بر روی رشته الگوهای تأخیری تشکیل می‌شوند. آنها مکمل رشته الگوهای عقب مانده هستند و در کنار هم بخشهای کوتاه دو رشته‌ای را تشکیل می‌دهند. یک سری آزمایش‌ها منجر به کشف قطعات اوکازاکی شد. این آزمایش‌ها در طی دهه ۱۹۶۰ توسط ریجی اوکازاکی، تسونکو اوکازاکی، کیواکو ساکابه و همکارانشان طی تحقیقات خود در مورد همانندسازی اشریشیا کلی انجام شد. در سال ۱۹۶۶، کیویاکو ساکابه و ریچی اوکازاکی برای اولین بار نشان دادند که همانندسازی دی‌ان‌ای یک فرایند ناپیوسته است که شامل قطعات است. این قطعات بیشتر توسط محققان و همکارانشان از راه تحقیقات خود از جمله مطالعه روی تکثیر دی‌ان‌ای باکتریوفاژ در اشرشیاکلی مورد بررسی قرار گرفت.
کاتالیزگر نوری
آکیرا فوجیشیما کشف کاتالیزگر نوری را در سطح دی‌اکسید تیتانیوم در سال ۱۹۶۷ به انجام رساند.
اکسیژن‌سنجی ضربانی
اکسیژن‌سنجی ضربانی در سال ۱۹۷۲ توسط تاکو آیواگیi و میچیو کیشی، مهندسان زیستی، در نیهون کوهدن با استفاده از نسبت جذب نور قرمز به مادون قرمز اجزای ضربان دار در محل اندازه‌گیری، توسعه داده شد. سوسومو ناکاجیما، یک جراح، و همکارانش برای اولین بار دستگاه را روی بیماران مورد آزمایش قرار داده و گزارش آن را در سال ۱۹۷۵ منتشر کردند.
نوار قلب قابل حمل
تارو تاکمی نخستین دستگاه نوار قلب قابل حمل را در سال ۱۹۳۷ ساخت.
استاتین
کلاس داروهای استاتین برای اولین بار توسط آکیرا اندو، زیست‌شیمی‌دان ژاپنی که در شرکت دارویی سانکیو کار می‌کند، کشف شد. مواستاتین نخستین عضو کشف شده در گروه استاتین بود.
تاکادیاستاز
نوعی دیاستاز که از رشد، توسعه و تغذیه یک قارچ میکروسکوپی مشخص به نام آسپرژیلوس اوریزائی حاصل می‌شود. تاکامین جکیچی روشی را که اولین بار برای استخراج آن در اواخر قرن نوزدهم استفاده شد، توسعه داد.
تیامین (ویتامین ب۱)
تیامین نخستین ویتامین محلول در آب بود که پس از کشف منجر به کشف ترکیبات کمیاب بیشتری برای زنده ماندن و مفهوم ویتامین شد. تنها در سال ۱۸۸۴ بود که کانهیرو تاکاکی (۱۸۴۹–۱۹۲۰) بیماری بری‌بری را به مصرف نیتروژن ناکافی (کمبود پروتئین) نسبت داد. در سال ۱۹۱۰، اومتارو سوزوکی دانشمند ژاپنی موفق به استخراج یک مجموعه محلول در آب از ریزمغذی‌ها از سبوس برنج شد و آن را ویتامین ب۱ نامید. وی این کشف را در یک مجله علمی ژاپن منتشر کرد. سپس، زیست‌شیمی‌دان لهستانی، کاسیمیر فونک، پیشنهاد کرد که این مجموعه به عنوان " ویتامین " (تک‌واژی برگرفته از "آمین حیاتی") در سال ۱۹۱۲ نامگذاری شود.
اوروشیول
اوروشیول، مخلوطی از کاتکولهای آلکیل، توسط ریکو ماجیما کشف شد. ماجیما همچنین کشف کرد که اوروشیول یک ماده آلرژی‌زا است که به گروه زهردرخت‌ها مانند پیچک سمی آمریکایی و بلوط سمی غربی، خواص تحریک کننده پوست می‌دهد.
وکتورکاردیوگرافی
تارو تاکمی نقشه‌برداری قلب یا وکتورکاردیوگرافی را در سال ۱۹۳۹ اختراع کرد.

## دارایی
قرارداد آتی
نخستین بازار مبادلات آتی بورس برنج دوجیما در ژاپن در دهه ۱۷۳۰ ایجاد شد.
نمودار شمعی
نمودار شمعی در قرن هجدهم توسط مونهیسا هما، تاجر برنج ژاپنی ساخته شده‌است. این نمودار توسط استیو نیسون در کتابش، روشهای رسم نمودار شمعی ژاپنی به دنیای غرب معرفی شد.

## خوراک و دانش مرتبط

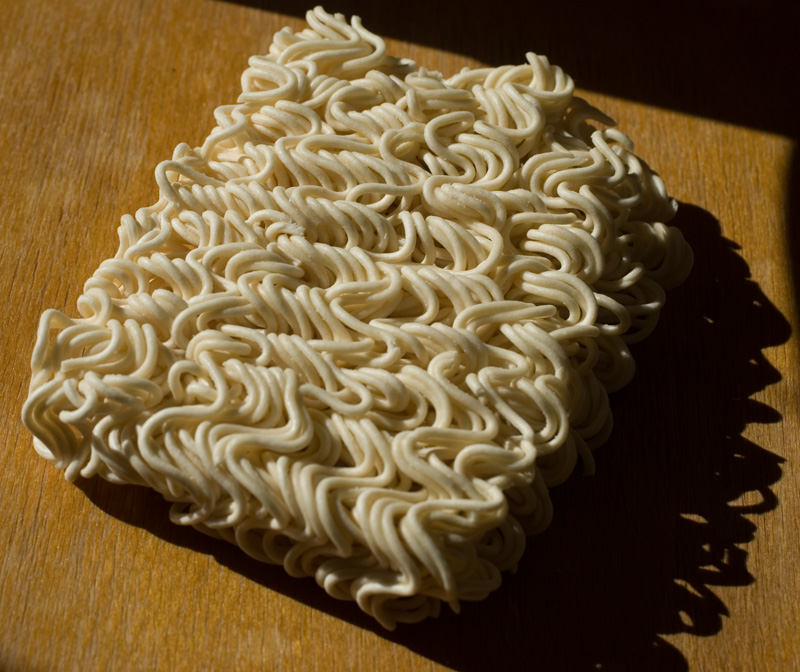
رشته‌فرنگی فوری قبل از جوشانده شدن.

نودل فوری
در سال ۱۹۵۸ توسط مموفوکو آندو مخترع تایوانی-ژاپنی اختراع شد.
مونوسدیم گلوتامات
کیکونائه آکدا مخترع و ثبت‌کننده مونوسدیم گلوتامات است.
اومامی
اومامی به عنوان یک مزه مستقل نخستین بار در سال ۱۹۰۸ توسط کیکونائه آکدا از دانشگاه امپریال توکیو هنگام تحقیق در مورد عطر و طعم قوی در آبگوشت جلبک دریایی شناسایی شد.
کلوچه شانسی
اگرچه کلوچه شانسی در رستوران‌های چینی غربی محبوب است، اما از چین منشأ نمی‌گیرند و در واقع در آنجا نادر هستند. منشأ این شیرینی بر می‌گردد به کلوچه‌هایی که مهاجران ژاپنی به ایالات متحده در اواخر قرن نوزدهم یا اوایل قرن ۲۰ می‌آوردند. نسخه ژاپنی دارای اعداد شانسی بود اما نماد خوش شانسی نبود و معمولاً با چای خورده می‌شد.

## ریاضیات

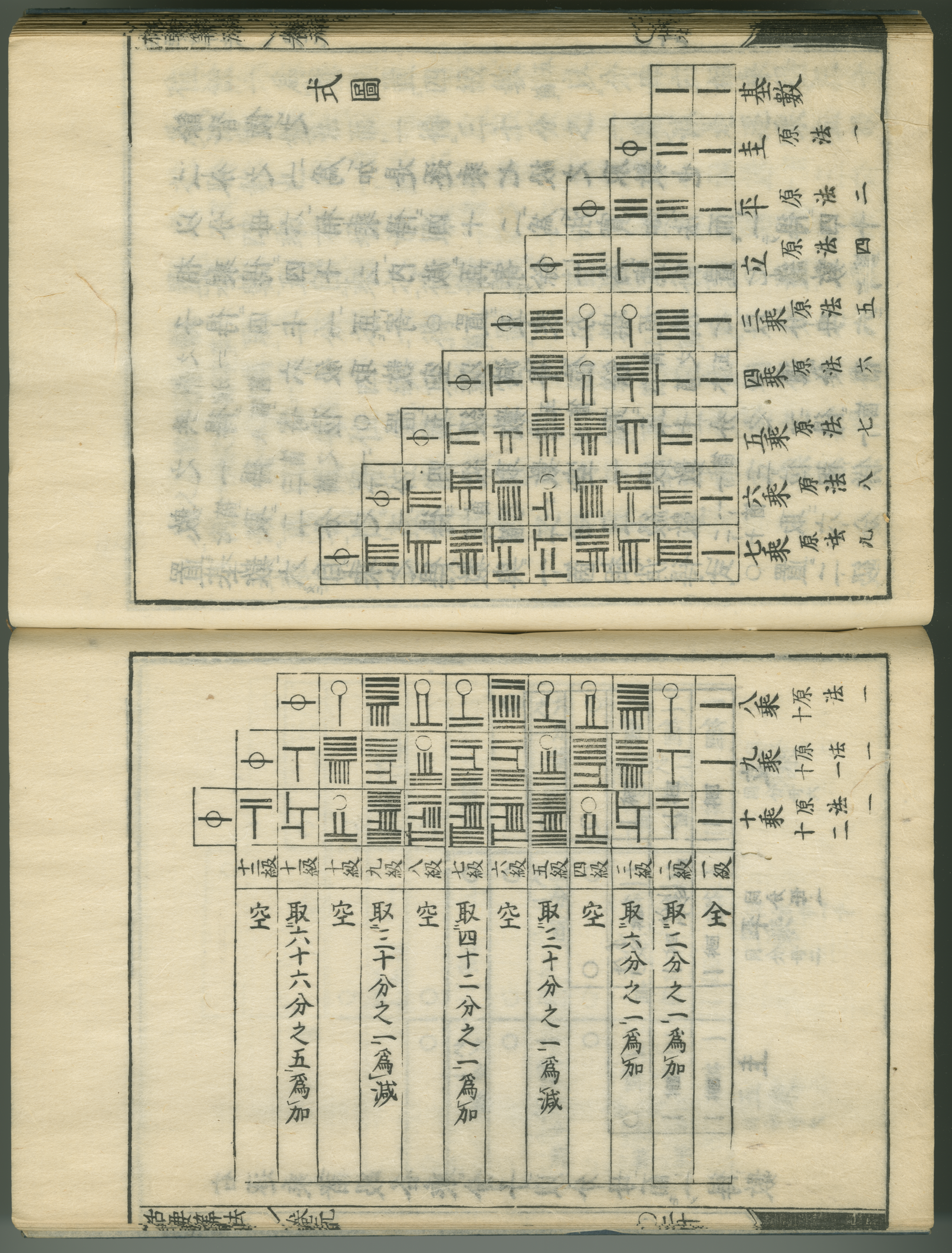
صفحه ای از کاتسویو سمپو (۱۷۱۲) از سکی کوا، جدول‌بندی ضرایب دو جمله ای و اعداد برنولی

عدد برنولی
توسط سکی کاوا مطالعه شد و پس از مرگ وی، در سال ۱۷۱۲ منتشر شد. جیکوب برنولی در همان دوره به‌طور مستقل این مفهوم را توسعه داد، اگرچه کار او یک سال بعد منتشر شد.
دترمینان
در ژاپن، دترمینان برای مطالعه نظریه حذف در سیستم معادلات جبری مرتبه بالاتر معرفی شدند. ژاپنی‌ها از آن برای ارائه نمایه کوتاه برای ریزالتنت بهره می‌بردند. دترمینان به عنوان یک تابع مستقل اولین بار توسط سکی تاکاکازو در سال ۱۶۸۳ مورد مطالعه قرار گرفت.
نظریه حذف
در سال ۱۶۸۳ (کای-فوکودای-نو-هو)، سکی تاکاکازو نظریه حذف را بر اساس ریزالتنت ارائه کرد. وی برای بیان ریزالتنت، مفهوم دترمینان را توسعه داد.
نمونه هیروناکا
نمونه هیروناکا یک منیفولد غیرکوهلر است که در واقع نظریه تغییر شکل داده شده منیفولدهای کهلر است که توسط هایسوکه هیروناکا کشف شده‌است.
حساب ایتو
حساب ایتو که در طول قرن ۲۰ توسط کیوشی ایتو توسعه یافته‌است، حساب را به فرایندهای تصادفی مانند حرکت براونی (روند وینر) گسترش می‌دهد. مفهوم اساسی آن انتگرال ایتو است و در میان مهمترین نتایج تغییر فرمول متغیر معروف به لمای ایتو قرار دارد. این حساب به‌طور گسترده‌ای در زمینه‌های مختلف اعمال می‌شود، اما شاید بیشتر به دلیل استفاده در ریاضیات مالی مشهور باشد.
نظریه ایواساوا و حدس اصلی نظریه ایواساوا
این نظریه در ابتدا توسط کنکیچی ایواساوا ایجاد شد و به عنوان یک تئوری ماژول گالوایس برای گروه‌های طبقه مدنظر توسعه یافت. حدس اصلی در نظریه ایواساوا رابطه عمیق بین است آدیک پی و تابع ال و گروه‌های طبقه مدنظر از میدان سیکلوتومیکبرای اعداد اول که حدس کامر-وندیور برآورده می‌کنند. این قضیه برای همه اعداد اول ثابت شده‌است.
ریزالتنت
در سال ۱۶۸۳ (کای-فوکودای-نو-هو)، سکی تاکاکازو نظریه حذفرا بر اساس ریزالتنت ارائه داد. وی برای بیان ریزالتنت ، مفهوم دترمینان را توسعه داد.
سنگاکو
سنگاکو، معماهای هندسی ژاپنی هستند که در هندسه اقلیدسی روی لوح‌های چوبی در دوره ادو (1603 – ۱۸۶۷) و توسط اعضای همه طبقات اجتماعی ژاپن ایجاد شده‌اند. ایزاک تیتسینگ ژاپن‌شناس هلندی برای نخستین بار سانگاکو را هنگام بازگشت به اروپا در اواخر دهه ۱۷۹۰ پس از بیش از بیست سال اقامت در شرق دور به غرب وارد کرد.
هگزلت سودی
در سال ۱۸۲۲ ایریسوا شینتاتو هگزلت سودی را در یک سنگاکو برای نخستین بار مورد تجزیه و تحلیل قرار داد.
قضیه وجود تاکاگی
قضیه وجود تاکاگی توسط تیجی تاکاگی در دوران جنگ جهانی اول به صورت جداگانه تدوین شد. وی آن را در کنگره بین‌المللی ریاضیدانان در سال ۱۹۲۰ ارائه داد.

## فیزیک
کوارک ته
کوارک ته همراه کوارک اول برای اولین بار در سال ۱۹۷۳ توسط فیزیکدانان ماکوتو کوبایاشی و شیهید ماساکاوا برای توضیح نقض سی‌پی نظریه‌پردازی شد.
ماتریس سی‌کی‌ام
ایجادگران این ماتریس نیکولا کابیبو، ماکوتو کوبایاشی و توشیهیده ماسکاوا بودند. در سال ۲۰۰۸، کوبایاشی و ماسکاوا نیمی از جایزه نوبل فیزیک را «برای کشف منشأ تقارن شکسته که وجود حداقل سه خانواده کوارک در طبیعت را پیش‌بینی می‌کند» با یکدیگر مشترک شدند.
مزون
هیدکی یوکاوا وجود و جرم تقریبی «مزون» را به عنوان حامل نیروی هسته ای نگهدارنده هسته‌های اتمی در سال ۱۹۳۴ پیش‌بینی کرد.
مدل زحلی
در سال ۱۹۰۴، هانتارو ناگااوکا نخستین مدل سیاره ای از اتم را به عنوان جایگزینی برای مدل تامسون از جوزف جان تامسون پشنهاد داد. ارنست رادرفورد و نیلز بور بعدها مدل بور را در سال ۱۹۱۳ توسعه دادند.
مدل ساکاتا
مدل ساکاتا پیش ماده مدل کوارک که توسط شوئیچی ساکاتا در سال ۱۹۵۶ پیشنهاد شد.
تتراکوارک
در سال ۲۰۱۳، زی‌سی (۳۹۰۰)، نخستین تتراکوارک تأیید شده، به‌طور مستقل و همزمان توسط تیمی در ژاپن و چین کشف شد.
کوارک سر
کوارک سر به همراه کوارک پایین برای اولین بار در سال ۱۹۷۳ توسط دو فیزیکدان به نام‌های ماکوتو کوبایاشی و شیهید ماسکاوا برای توضیح اختلاف در سی‌پی نظریه‌پردازی شد.

## فناوری

کد کیوآر برای مکان‌یاب منبع یکسان صفحه اصلی ویکی‌پدیای انگلیسی

ایرسافت
ایرسافت از ژاپن سرچشمه گرفت و سپس در اواخر دهه ۱۹۷۰ به هنگ کنگ و چین گسترش یافت. مخترع نخستین تفنگ ایرسافت، تانیو کوبایاشی است.
لیزر آبی
در سال ۱۹۹۲ مخترع ژاپنی شوجی ناکامورا نخستین ال‌ئی‌دی آبی کارآمد را اختراع کرد.
گوشی دوربین‌دار
نخستین گوشی دوربین دار جهان که همچنین دارای قابلیت تماس ویدیویی در زمان واقعی و فرستادن ایمیل با تصویر بود، گوشی وی‌پی-۲۱۰ نام داشت که توسط کیوسرا در سال ۱۹۹۹ ساخته شد.
ساعت تلویزیون‌دار
نخستین ساعت تلویزیون‌دار جهان، تی‌وی-واچ، توسط سیکو به سال ۱۹۸۲ ساخته شد.
ماشین تحریر ژاپنی
نخستین ماشین تحریری که مبتنی بر سامانه نگارش زبان ژاپنی بود، توسط کیوتا سوگیموتو در سال ۱۹۲۹ اختراع شد.
سفالگری جیمون
سفالگری جومون (縄文式土器 جومون-شیکی دوکی) نوعی سفالگری باستانی است که در دوره جومون در ژاپن ساخته می‌شده‌است. اصطلاح «جومون» (縄 文) در زبان ژاپنی به معنی «طرح طنابی» است که الگوهایی را که در خاک رس ایجاد می‌شوند را توصیف می‌کند. ظروف سفالی ساخته شده در ژاپن باستان در دوره جومون به‌طور کلی قدیمی‌ترین سفالینه‌ها در ژاپن است. تاریخ تکه‌های سفال کشف شده در غاری در سواحل شمال غربی کیوشو امروزی با آزمایش‌های رادیومتریک به ۱۲۷۰۰ سال پیش از میلاد نسبت داده می‌شود. به اعتقاد بسیاری، ظروف سفالی جومون احتمالاً حتی زودتر از این تاریخ ساخته شده‌اند. با این حال، به دلیل ابهام و منابع متعدد مدعی تاریخ‌های مختلف بر اساس تکنیک‌های مختلف قدمت‌یابی، دشوار است که با اطمینان قدمت این ظروف را مشخص نمود. برخی منابع ادعای اکتشافات باستان‌شناسی را از هزاره ۱۴ قبل از میلاد مسیح دارند.
فولاد کی‌اس
فولاد مقاوم در برابر مغناطیسی که سه برابر مقاومت بیشتری نسبت به فولاد تنگستن دارد، توسط کوتارو هوندا اختراع شده‌است.
فولاد ام‌کی‌ام
فولاد ام‌کی‌ام، آلیاژی حاوی نیکل و آلومینیوم، در سال ۱۹۳۱ توسط فلزشناس ژاپنی توکوهیشی میشیما تولید شد.
آهنربای نئودیمیومی
آهنرباهای نئودیمیمی به‌طور مستقل در سال ۱۹۸۲ توسط جنرال موتورز (GM) و سومیتومو متال اختراع شد.
کد کیوآر
کد کیوآر، نوعی بارکد ماتریسی است که توسط دنسو در سال ۱۹۹۴ اختراع شد.
کف‌پوش بجسته
کف‌پوش برجسته نخستین بار توسط سیئیچی میاکه در سال ۱۹۶۵ ساخته شد. این کف‌پوش برای نخستین بار در خیابانی در شهر اوکایاما در ژاپن به سال ۱۹۶۷ ساخته شد. استفاده از آن به تدریج در ژاپن و سپس در سراسر جهان گسترش یافت.

### فناوری صوتی

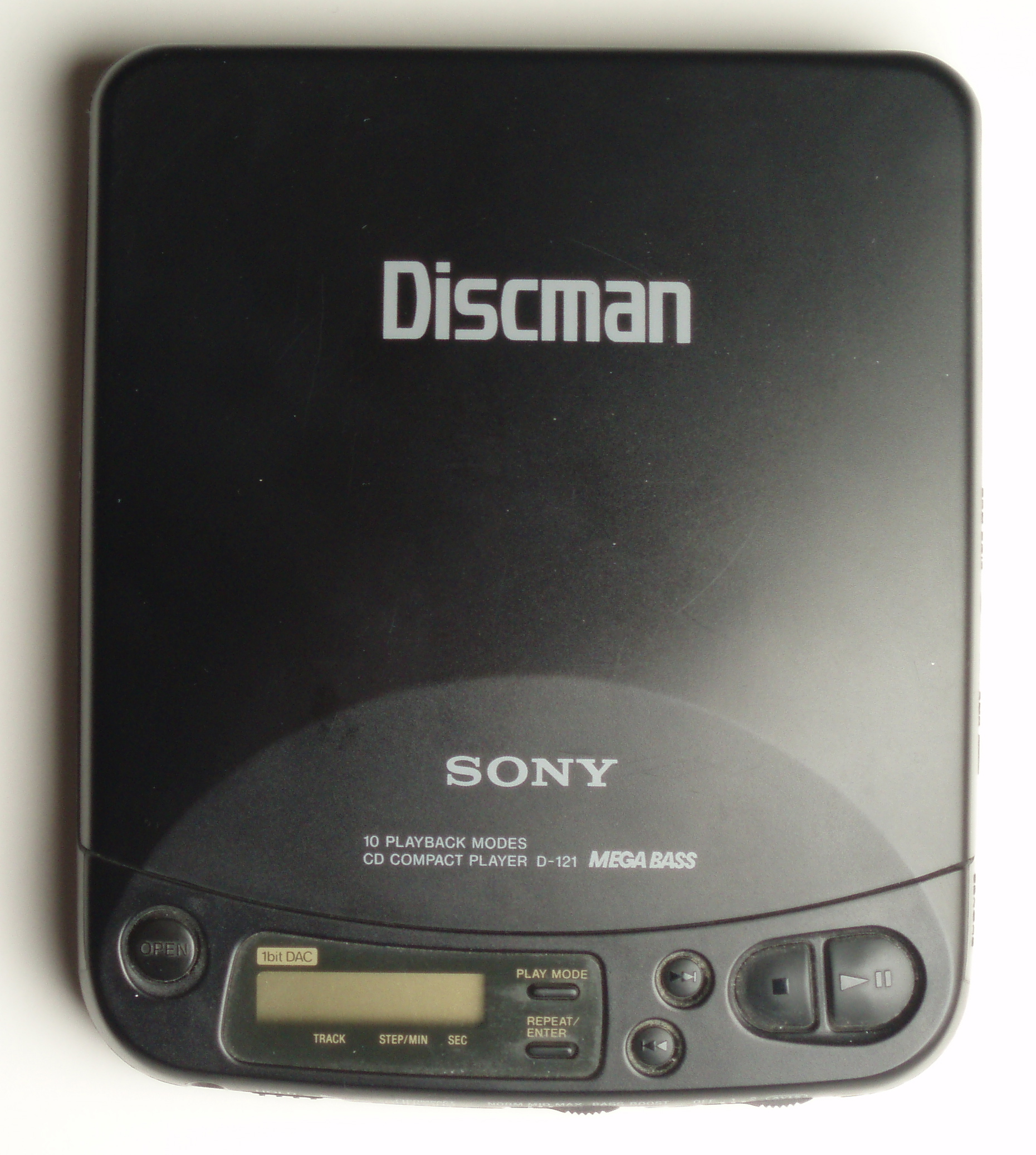
سونی دیسک‌من مدل دی۱۲۱

پخش‌کننده لوح فشرده
سونی با بهره‌گیری از یک طرح سینی کشویی برای دیسک فشرده، نخستین پخش‌کننده لوح فشرده در جهان را با نام سونی سی‌دی‌پی-۱۰۱ در سال ۱۹۸۲ عرضه کرد.
ترکیب‌گر مدل فیزیکی
نخستین سینث‌سایزر یا ترکیب‌گر مدل‌سازی فیزیکی تجاری ساخته شده از شرکت یاماها به نام اس‌وی‌ال-۱ بود که در سال ۱۹۹۴ عرضه شد.
صدای دیجیتال
ضبط صدای دیجیتال به صورت تجاری در دهه ۱۹۶۰ توسط ان‌ایچ‌کی و نیپون کلمبیا، معروف به دنون در ژاپن پدیدار شد. نخستین ضبط‌های صوت دیجیتالی تجاری در سال ۱۹۷۱ عرضه شدند.
کارائوکه
درمورد اینکه چه کسی نخستین بار نام کارائوکه (کلمه ای ژاپنی به معنی "ارکستر خالی") را اختراع کرده‌است، اختلافاتی وجود دارد. یک ادعا این است که دستگاه سبک کارائوکه توسط موسیقیدان ژاپنی دایسوکه اینوئه در کوبه ژاپن به سال ۱۹۷۱ اختراع شده‌است.
پخش‌کننده قابل حمل لوح فشرده
دیسک‌من ساخت شرکت سونی، که در سال ۱۹۸۴ به بازار عرضه شد، نخستین دستگاه پخش‌کننده سی‌دی قابل حمل بود.
ضبط عمودی
ضبط عمودی برای نخستین بار در سال‌های واپسین قرن ۱۹ توسط دانشمند دانمارکی والدمار پولسن، که همچنین اولین کسی بود که نشان داد می‌توان صدا را به صورت مغناطیسی ضبط کرد، ایجاد شد. تا سال ۱۹۷۶ که دکتر شون-ایچی ایواساکی (رئیس مؤسسه فناوری توهوکو در ژاپن) مزایای متمایز ضبط در ضبط عمودی را تأیید کرد، پیشرفت زیادی در ضبط عمودی وجود نداشت. سپس در سال ۱۹۷۸، دکتر تی. فوجیوارا یک برنامه تحقیق و توسعه فشرده را در شرکت توشیبا آغاز کرد که در نهایت منجر به ایجاد دیسک فلاپی بهینه شده برای ضبط عمودی و اولین دستگاه‌های ذخیره مغناطیسی تجاری موجود با استفاده از این روش شد.
صوت دیجیتال
در سال ۱۹۷۱، هیتارو ناکاجیما از سمت خود به عنوان رئیس آزمایشگاه‌های تحقیقات فنی ان‌ایچ‌کی استعفا داد و به سونی پیوست. چهار سال پیش از آن در ان‌ایچ‌کی، ناکاجیما کار دیجیتالی کردن صدا را آغاز کرد و ظرف دو سال اولین ضبط صوت دیجیتال را توسعه داد.
میزگردان خودران
توسط شوئیچی اوباتا مهندس ماتسوشیتا (پاناسونیک کنونی) مستقر در اوزاکا اختراع شد. در سال ۱۹۶۹، ماتسوشیتا آن را به نام اس‌پی-۱۰ عرضه کرد که برای اولین بار در سری میزگردان‌های تکنیس اس‌ال-۱۱۰۰ قرار گرفت. این دستگاه در سال ۱۹۷۱ عرضه شد و توسط دی جی‌های هیپ هاپ اولیه به دلیل تورنتالیسم مورد قبول واقع شد اس‌ال-۱۲۰۰ هنوز هم به‌طور گسترده توسط دی جی‌های رقص الکترونیک و هیپ هاپ استفاده می‌شود.
دستگاه درام قابل برنامه‌ریزی
رولند تی‌آر-۸۰۸، معروف به ۸۰۸، که توسط شرکت رولند در سال ۱۹۸۰ معرفی شد، نخستین دستگاه درام کاملاً قابل برنامه‌ریزی بود. این نخستین ماشین درام بود که توانایی برنامه‌ریزی یک مسیر کوبه ای از ابتدا تا انتها همراه با وقفه و رول را داشت.این ماشین که توسط ایکوتارو کاکهاشی ابداع شد، برای موسیقی هیپ هاپ و موسیقی رقص الکترونیکی از سال 1980s به این سو بسیار مفید واقع شده و آن را یکی از مهمترین اختراع‌های اثرگذار در موسیقی عامه‌پسند بدل ساخت.
پدال مرحله‌گر
در سال ۱۹۶۸، پدال یونی-وایب شین-ئی که توسط مهندس صوتی، فومیو میدا طراحی شده بود و شامل جلوه‌های تغییر فاز و کر می‌شد. این دستگاه خیلی زود مورد علاقه گیتارنوازهایی مانند جیمی هندریکس و رابین تراور تبدیل شد.
سینث‌سایزر بی‌صدا-باصدا
نوعی سینث‌سایزر ترکیبی دیجیتال - آنالوگ که برای نخستین بار توسط صفحه کلیدهای نخستین کاسیوتون در سال‌های نخست دهه ۱۹۸۰ استفاده شد.

### باتری
باتری یون‌لیتیوم
آکیرا یوشینو باتری یون‌لیتیومی نوین را در سال ۱۹۸۵ اختراع کرد. در سال ۱۹۹۱، سونی و آساهی کاسی نخستین باتری یون‌لیتیومی تجاری را با استفاده از طرح یوشینو منتشر کردند.

### ماشین حساب
ماشین حساب جیبی
نخستین ماشین حساب‌های قابل حمل در ژاپن در سال ۱۹۷۰ ظاهر شدند و به زودی در سراسر جهان به بازار عرضه شدند. از جمله این ماشین‌حساب‌ها می‌توان به «مینی ماشین حساب» سانیو آی‌سی‌سی-۰۰۸۱، پاکترونیک کانون و «میکرو کامپت» شارپ کیوتی-۸بی اشاره کرد. شارپ تلاش زیادی در کاهش اندازه و افزایش توان این دستگاه انجام داد و در ژانویه ۱۹۷۱ شارپ ئی‌ال-۸ را با بازار معرفی کرد. وزن آن حدود یک پوند بود و دارای یک نمایشگر فلورسنت خلاءی و باتری‌های نیکل-کادمیومی قابل شارژ بود. نخستین ماشین حساب الکترونیکی کاملاً جیبی، بیزیکام ال‌ئی-۱۲۰اِی «دستی» نام داشت که در اوایل سال ۱۹۷۱ به بازار عرضه شد.

### دوربین فیلم‌برداری
دوربین دیجیتال تک‌لنز بازتابی
در تاریخ ۲۵ اوت ۱۹۸۱ سونی از نمونه نخستین دوربین فیلمبرداری با نام سونی ماویکا رونمایی کرد. این دوربین یک دوربین الکترونیکی آنالوگ بود که دارای لنزهای قابل تعویض و یک منظره یاب اس‌ال‌آر بود. در نمایشگاه فوتوکینا در سال ۱۹۸۶، نیکون از یک نمونه نخستین دوربینی آنالوگ الکترونیکی اس‌ال‌آر، به نام نیکون اس‌وی‌سی رونمایی کرد. این، نخستین دوربین اس‌ال‌آر دیجیتال بود. بدنه نمونه نخستین دارای ویژگی‌های مشترکی با ان۸۰۰۸ بود.
پرتاپک
در سال ۱۹۶۷، سونی از اولین سیستم ضبط آنالوگ نوار ویدیوی خودگردان که قابل حمل بود، رونمایی کرد.

### چیندگو
چیندگو هنر ژاپنی در اختراع ابزارک‌های مبتکرانه روزمره است که به نظر می‌رسد راه حل ایده‌آلی برای یک مشکل خاص است.. چیندگو دارای یک ویژگی متمایز بوده و آن اینکه هر کسی پس از استفاده از یکی از این اختراعات درمی یابد که آن خود باعث بروز بسیاری از مشکلات جدید می‌شود؛ به‌گونه‌ای که حتی خجالت ناشی از استفاده از این اختراع‌ها سبب می‌شود خواستاری آن‌ها از بین برود؛ بنابراین، گاهی چیندگو «بی فایده» توصیف می‌شود. البته نمی‌توان آن را به معنای مطلق «بی فایده» دانست زیرا در واقع کمینه، مسئله ای را حل می‌کند. با این حال، از نظر عملی نمی‌توان آنها را «مفید» خواند. اصطلاح «چیندگو» توسط کنجی کاواکامی ابداع شد.

### لوازم خانگی
پنکه بی‌پره
نخستین پنکه بی‌پره توسط توشیبا در سال ۱۹۸۱ ثبت اختراع شد.
نان‌پز
دستگاه تولید نان در سال ۱۹۸۶ توسط شرکت صنعتی الکتریک ماتسوشیتا تولید و در ژاپن عرضه شد.

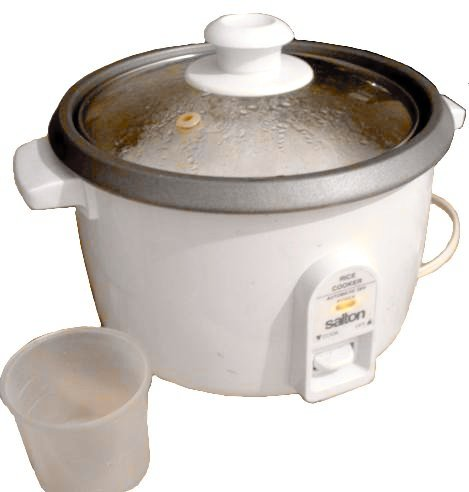
پلوپز
پلوپز در سال‌های پایانی دهه ۱۹۴۰ توسط طراحانی در شرکت توشیبا اختراع شد.
آراف‌آی‌کیواین
دستگاه پخت‌وپز خودکار توسط مامورو ایمورا در سال ۲۰۰۷ ثبت اختراع شد.

### الکترونیک

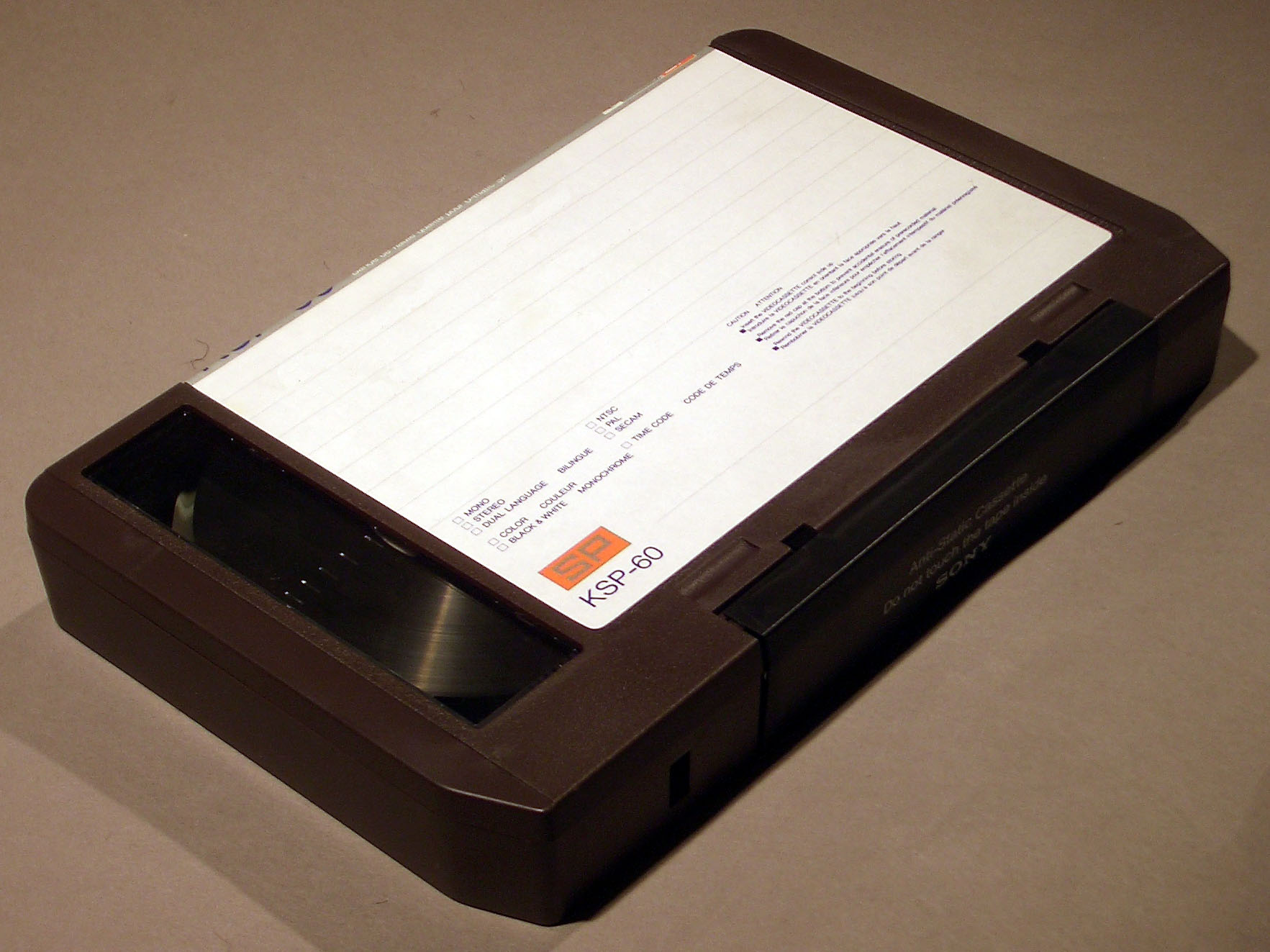
نوار ضبط کاست یو-متیک سونی

ریزپردازنده ۱۶ بیتی
نخستین ریز پردازنده‌های ۱۶ بیتی تک تراشه ان‌ای‌سی به نام‌های μسی‌اوام-۱۶ (1974) و پانافاکوم ام‌ان۱۶۱۰ (۱۹۷۵) بودند.
دیود نوری بهمنی
توسط ژوئن-ایچی زاوا در سال ۱۹۵۲ اختراع شد.
لیزر دیودی موج پیوسته
این لیزر در سال ۱۹۷۰ توسط ایزو هایاشی و مورتون بی. پنیش اختراع شد. این اختراع به‌طور مستقیم منجر به اختراع‌های دیگری در مخابرات فیرنوری، چاپگرهای لیزری، بارکدخوان‌ها و درایوهای دیسک نوری شد. این فناوری‌ها هر کدام توسط کارآفرینان ژاپنی تجاری شدند. : 252 
طراحی سیستم دیجیتال و نظریه رایانه
در دهه ۱۹۳۰، مهندس ان‌ای‌سی، آکیرا ناکاشیما با نظریه مدار راه‌گزین خود مبانی طراحی سیستم دیجیتال را بنا نهاد. جبر دوعنصری بولین به عنوان راهی برای تجزیه و تحلیل و طراحی مدارها با استفاده از ابزار جبری از منظر دروازه‌های منطقی توسط این یافته، فرموله شد. نظریه مدار راه‌گزین وی پایه‌های ریاضی و ابزارهای طراحی سیستم دیجیتال را تقریباً در همه زمینه‌های فناوری مدرن فراهم کرد و مبنایی برای نظریه رایانه شد.
مخابرات فیبرنوری
جون-ایشی نیشیزاوا هنگام کار در دانشگاه توهوکو، در سال ۱۹۶۳ استفاده از فیبرهای نوری را برای مخابرات نوری پیشنهاد داد. نیشیزاوا فناوری‌های دیگری را اختراع کرد که به توسعه ارتباطات فیبر نوری کمک می‌کنند، مانند فیبر با ضریب شکست مدرج به منظور ایجاد کانالی برای انتقال نور از لیزرهای نیمه هادی. اختراع ایزو هایاشی، لیزر نیمه هادی موج پیوسته در سال ۱۹۷۰ منجر به ایجاد مستقیم منابع نور در ارتباطات فیبر نوری شد که توسط کارآفرینان ژاپنی تجاری‌سازی شد.
مدار مجتمع شیشه‌ای
شانپی یامازاکی یک مدار مجتمع کاملاً شیشه‌ای و با یک واحد پردازش مرکزی ۸ بیتی را اختراع کرد.
ترانزیستور پیوندی اثر میدان (ورودی اتصال ترانزیستور اثر میدان)
نخستین گونه ترانزیستور پیوندی اثر میدان ترانزیستور القایی ایستا (SIT) بود که توسط دو مهندس ژاپنی به نام‌های ژوئن-ایچی زاوا و ای. واتانابی در سال ۱۹۵۰ اختراع شد. ترانزیستور القایی ایستا در واقع نوعی ترانزیستور پیوندی اثر میدان با طول کانال کوتاه است.
لپ‌تاپ
علی‌رغم آن‌که، آدام آزبورن ادعا کرد «نخستین لپ تاپ / نوت بوک» را با نام آزبورن۱ اختراع کرده، اما اکنون اختراع وی در خانواده رایانه‌های قابل حمل همراه با سایر رایانه‌های قابل حمل مانند آی‌بی‌ام۵۱۰۰ قرار می‌گیرد. یوکیو یوکوزاوا، کارمند سووا سیکوشا، یکی از زیرشاخه‌های سیکو (سیکو اپسون کنونی)، نخستین رایانه لپ تاپ / نوت بوک را در ژوئیه ۱۹۸۰ اختراع کرد و حق ثبت اختراع را دریافت کرد. نوت بوک سیکو، معروف به ایچ‌سی-۲۰ در ژاپن و به سال ۱۹۸۱ عرضه شد. در آمریکای شمالی، اپسون آن را با نام اپسون ایچ‌اکس-۲۰ به سال ۱۹۸۱، در نمایشگاه فروشندگان کامپیوتر کامپیوتر یا کامدکس در لاس وگاس معرفی کرد؛ جایی که به دلیل قابلیت حمل بسیار قابل توجه واقع شد. این محصول در ژوئیه ۱۹۸۲ با نام ایچ‌سی-۲۰ در ژاپن و به نام اپسون ایچ‌اکس-۲۰ در آمریکای شمالی به بازار عرضه شد. این محصول نخستین کامپیوتر نوت بوک بود این لپ‌تاپ به اندازه یک کاغذ آ۴ و به وزن ۱٫۶ کیلوگرم (۳٫۵ پوند) بود. در سال ۱۹۸۳، لپ تاپ‌های شارپ پی‌سی۵۰۰۰ و آمپر دابلیواس-۱ از ژاپن دارای طرح تاشو مدرن بودند.
ریزرایانه
نخستین ریزرایانه را شرکت سورد کامپیوتر اس‌ام‌پی ۸۰/۰۸ در سال ۱۹۷۲ با استفاده از ریز پردازنده ۸ بیتی اینتل ۸۰۰۸ ساخت.
ریزپردازنده
مفهوم واحد پردازش مرکزی ریز تک‌تراشه‌ای در جلسه ای در سال ۱۹۶۸ در ژاپن بین مهندس شارپ، تاداشی ساساکی و یک محقق مهندسی نرم‌افزار از کالج زنان نارا شکل گرفت. ساساکی مفهوم ریز پردازنده را با بیزیکام و اینتل در سال ۱۹۶۸ مورد بحث قرار داد. نخستین ریزپردازنده تجاری ۴ بیتی اینتل ۴۰۰۴ همراه با «پروژه بیزیکام» در سال ۱۹۶۸ آغاز به تولید شد. پردازنده سه تراشه‌ای ماساتوشی شیما بعدها به یک تراشه تکی ساده تبدیل شد. پروژه این ریزپردازنده از سال ۱۹۶۹ تا ۱۹۷۰ توسط مارسیان هاف از اینتل و فدریکو فاگین و ماساتوشی شیما از بیزیکام رهبری شد و در سال ۱۹۷۱ به صورت تجاری تولید آن آغاز شد.
مخابرات نوری
سه عنصر سخت‌افزاری که پایه و اساس فناوری اینترنت را فراهم می‌کنند، توسط ژوئن-ایچی زاوا اختراع شده‌اند: لیزر دیودی (۱۹۵۷) منبع نور، فیبر نوری با ضریب شکست مدرج (۱۹۶۴) به منظور خط انتقال، و پین دیود (۱۹۵۰) به عنوان گیرنده نوری. مخابرات فیبر نوری توسط نیشیزاوا در سال ۱۹۶۳ پیشنهاد شد. اختراع ایزو هایاشی، لیزر دیودی موج پیوسته در سال ۱۹۷۰ مستقیماً به منابع نوری در مخابرات فیبر نوری منجر شد که بعدها توسط کارآفرینان ژاپنی تجاری‌سازی شد، و زمینه مخابرات فیبرنوری را ایجاد کرد و نقش مهمی در شبکه‌های مخابراتی در آینده ایفا کرد. کارهای آنها پایه‌های عصر اطلاعات را بنا نهاد.
پارامترون
ایچی گوتو پارامترون را در سال ۱۹۵۴ به عنوان جایگزینی برای لامپ خلأ اختراع کرد. رایانه‌های اولیه ژاپنی از پارامترها استفاده می‌کردند تا اینکه توسط ترانزیستورها جایگزین می‌شدند.
پین دیود / فوتودیود
هر دو نوع در سال ۱۹۵۰ توسط جون-ایشی نیشیزاوا و همکارانش اختراع شدند.
واحد پردازش مرکزی پلاستیکی
شونپئی یامازاکی یک واحد پردازش مرکزی را اختراع کرد که کاملاً از پلاستیک ساخته شده‌است.
پارامترون شار کوانتومی
ایچی گوتو، پارامترون شار کوانتوم را در سال ۱۹۸۶ با استفاده از اتصالات ابررسانایی ناشی از اثر جوزفسون در مدارهای مجتمع که پیشرفتی نسبت به فناوری پارامتر موجود محسوب می‌شد، ابداع کرد.
فرستنده چرخی کنترل رادیویی
فوتابا اف‌پی-تی۲اف را در سال ۱۹۷۴ معرفی کرد که در واقع نخستین واحد فرمانی قرار گرفته روی جعبه فرستنده محسوب می‌شد. کی‌او پروپو در سال ۱۹۸۱ ای‌اکس-۱ را معرفی کرد که در واقع ادغام یک چرخ با یک گیره اسلحه دستی بود که ماشه آن به مانند پدال گاز عمل می‌کرد. این محصول یکی از دو نوع فرستنده رادیویی کنترلی شد که در حال حاضر موارد سطحی دارد.
لیزر دیودی
این لیزر توسط ژوئن-ایچی زاوا در سال ۱۹۵۷ اختراع شد.
حالت جامد میزر
این میزر توسط ژوئن-ایچی زاوا در سال ۱۹۵۵ اختراع شد.
ترانزیستور القایی ایستا
این ترانزیستور توسط ژوئن-ایچی زاوا و وای. واتانابی در سال ۱۹۵۰ اختراع شد.
رایانه ترانزیستوری با دخیره‌ساز برنامه
روند توسعه ای‌تی‌ال مارک۳ به سال ۱۹۵۴ آغاز شد و به سال ۱۹۵۶ تکمیل شد. این پروژه توسط آزمایشگاه الکتروتکنیک ایجاد شده‌است. این نخستین رایانه ترانزیستوری با قابلیت ذخیره‌سازی برنامه بود.
نظریه مدار راه‌گزین
از سال ۱۹۳۴ تا ۱۹۳۶، مهندس ان‌ئی‌سی، آکیرا ناکاشیما، نظریه مدار راه‌گزین را در مجموعه ای از مقالات ارائه داد که نشان می‌داد جبر بولی دوعنصری، که خود وی آن را به‌طور مستقل کشف کرده بود، می‌تواند عملکرد مدارهای راه‌گزین را توصیف کند.
ضبط‌کننده ویدیو
نخستین دستگاه‌های ضبط‌کننده ویدیو، دستگاه پخش فیلم وی‌پی-۱۱۰۰ و دستگاه ضبط ویدیوی وی‌او-۱۷۰۰ بودند که نخستین بار از قابلیت ضبط ویدیو با فرمت یو-متیک، توسط سونی در سال ۱۹۷۱ معرفی شدند.

### کنترل‌کننده‌های بازی
دی-پد
در سال ۱۹۸۲، گونپی یوکوی از نینتندو ایده پد دایره ای را شرح داد؛ به‌گونه‌ای که اندازه آن کوچک شده و دکمه‌هایی را که امروزه برای ما در طراحی «صلیب‌مانند» مدرن برای کنترل شخصیت‌های روی صفحه آشناست را در بازی دستی دانکی کونگ ارائه داد. این دسته بازی بعدها به نام «دی-پد» شناخته شد. این طراحی در عنوان‌های بعدی گیم اند واچ محبوبیت یافت. این طرح خاص امروزه ثبت اختراع شده‌است. در سال ۱۹۸۴، شرکت ژاپنی ایپوچ یک سیستم بازی دستی به نام رایانه جیبی ایپوچ گیم را ایجاد کرد. این سیستم دارای یک دی-پد بود، اما در زمان خود محبوب نبود و خیلی زود از نظرها محو شد. این دسته در ابتدا به عنوان یک کنترل‌کننده جمع و جور برای بازیهای دستی گیم اند واچ در کنار پد سبک غیر متصل طراحی شده بود. نینتندو متوجه شد که طراحی گونپی برای کنسول‌های معمولی نیز مناسب است و نینتندو دی-پد را به عنوان یک کنترلر جهت استاندارد برای سیستم سرگرمی نینتندو را زیر نام «کنترل+پد» در نظر گرفت.
وی ریموت
وی ریموت که توسط نینتندو برای وی اختراع شد، نخستین کنترل‌کننده بازی با حس‌گر حرکتی است. این کنترل‌کننده، نامزد بهترین اختراع از سوی مجله تایم در سال ۲۰۰۶ بود.

### چاپ
چاپ سه‌بعدی
در سال ۱۹۸۱، هیدئو کوداما از مؤسسه تحقیقات صنعتی شهرداری ناگویا دو روش افزایشی برای ساخت مدل‌های سه بعدی پلاستیکی با پلیمر ترموست سخت‌کننده عکس اختراع کرد که در آن، شاخص فرابنفش توسط یک الگوی ماسک یا یک فرستنده فیبر اسکن و کنترل می‌شود.
چاپ آبی
هیدروگرافیک که به عنوان چاپ غوطه وری، چاپ آبی، تصویربرداری انتقال آبی، فرو بردن آب یا چاپ مکعبی نیز شناخته می‌شود، تا حدودی سابقه مبهمی دارد. اعتبار اختراع آن به سه شرکت مختلف ژاپنی تعلق می‌گیرد. شرکت تایکا ادعا می‌کند که در سال ۱۹۷۴ چاپ مکعبی را اختراع کرده‌است. با این حال، اولین حق ثبت اختراع هیدروگرافی توسط موتوایاسو ناکانیشی از مهندسی مکعب کابوشیکی کایشا در سال ۱۹۸۲ ثبت شد.

### رباتیک

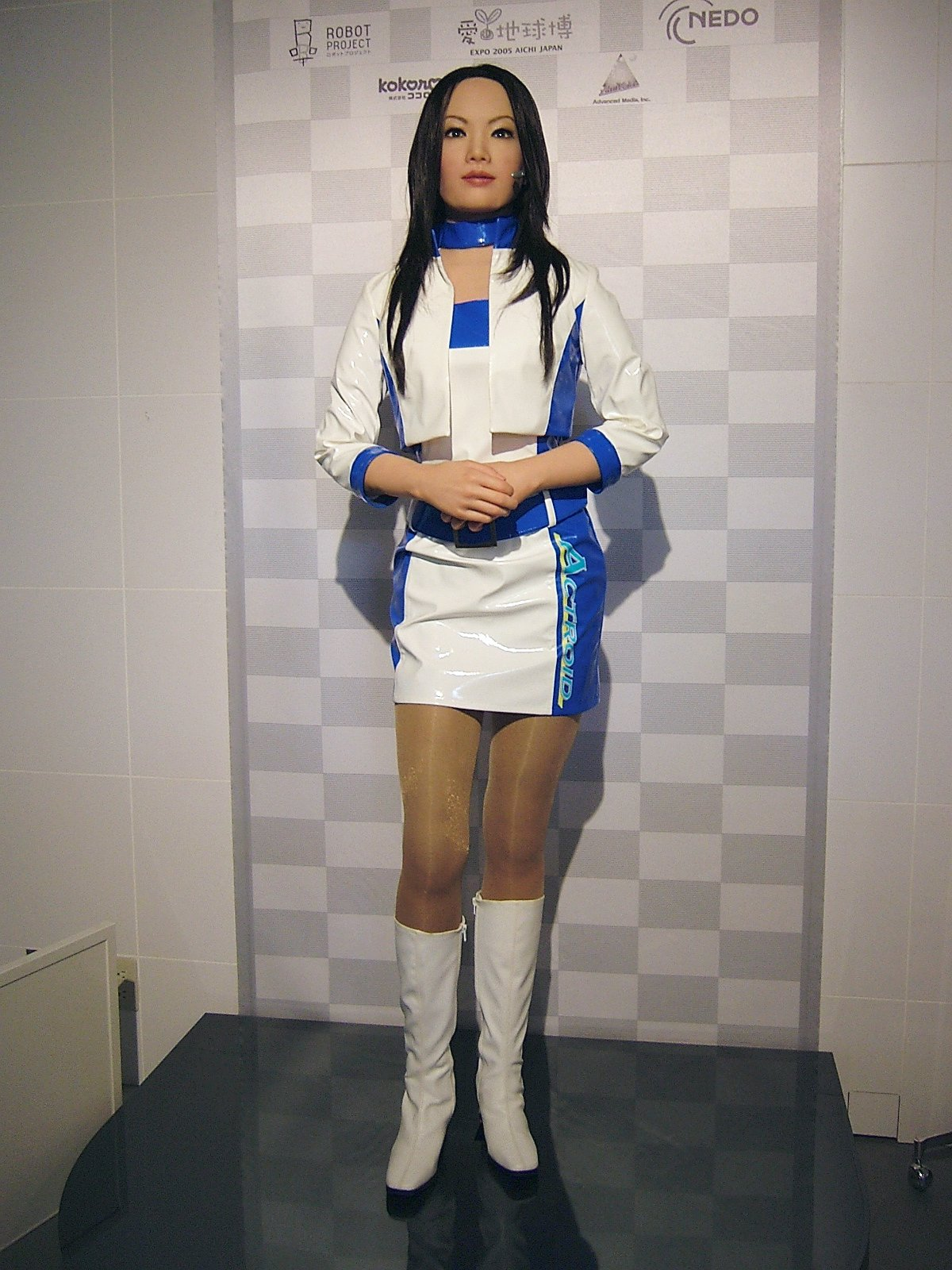
دی‌ئی‌آر-۰۱، یک ربات انسان‌نمای ژاپنی اندرویدی است که از نظر دیداری، بسیار شبیه انسان است.

اندروید
نخستین اندروید جهان، دی‌ای‌آر ۰۱، توسط یک گروه تحقیقاتی ژاپنی به نام آزمایشگاه رباتیک هوشمند، به کارگردانی هیروشی ایشی گورو در دانشگاه اوزاکا و با همکاری شرکت کوکوروکو ساخته شد. اکتروید یک ربات انسان‌نما با شباهت ظاهری و بصری بالا به انسان است که توسط دانشگاه اوزاکا تولید و توسط شرکت کوکورو گیم (بخش انیمیشن الکترونیک سانریو) تولید شده‌است. این ربات نخستین بار در نمایشگاه بین‌المللی ربات به سال ۲۰۰۳ در توکیو ژاپن رونمایی شد. زن اکتروید نمونه ای پیشگام از یک ماشین واقعی شبیه به ماشین‌های خیالی است که در اصطلاح ادبیات علمی تخیلی، اندروید یا جینوید نامیده می‌شود و تاکنون تنها برای ربات‌های خیالی استفاده می‌شده‌است. این ربات می‌تواند عملکردهای واقعی مانند چشمک زدن، صحبت کردن و تنفس را تقلید کند. مدل‌های «رپلی» ربات‌های تعاملی با توانایی تشخیص و پردازش گفتار و پاسخ به هم‌نوع هستند.
شخصیت عروسکی کاراکوری
شخصیت عروسکی کاراکوری (からくり人形 کاراکوری نینجیو) در واقع از عروسک‌های خودکاره سنتی ژاپنی به وجود آمده که در اصل از قرن هفدهم تا قرن نوزدهم ساخته شده‌اند. کلمه کاراکوری به معنی «مکانیزم» یا «نیرنگ» است. حرکات عروسک‌ها نوعی سرگرمی فراهم می‌کرد. سه نوع اصلی کاراکوری وجود دارد. بوتای کاراکوری (舞台からくり?, کاراکوری صحنه)
که در تئاتر استفاده می‌شود، زاشیکی کاراکوری (座敷からくり?, کاراکوری اتاق تاتامی)
که کوچک‌تر بوده و در خانه‌ها استفاده می‌شود و داشی کاراکوری (山車からくり?, کاراکوری خودرو جشن‌واره‌ای)
که در جشنواره‌های مذهبی که با عروسک‌ها به بازنمایی دوباره اسطوره‌ها و افسانه‌های سنتی پرداخته می‌شود، استفاده می‌شود.
اندام دگانه کمکی
نخستین نمونه اندام دوگانه کمکی توسط یوشیوکی سانکای، استاد دانشگاه تسوکوبا ارائه شد. سانکای از هنگامی که در کلاس سوم بود دلبستگی به ربات‌ها پیدا کرده و تلاش کرده بود تا یک لباس رباتیک بسازد تا «از انسانها پشتیبانی کند». او در سال ۱۹۸۹، پس از دریافت دکترای خود در رباتیک، توسعه اندام دوگانه کمکی را آغاز کرد. سانکای سه سال، یعنی از ۱۹۹۰ تا ۱۹۹۳، به نگاشت نرون‌های حاکم بر حرکات پا پرداخت. ساخت نمونه اولیه سخت‌افزار برای او و گروهش ۱چهار سال بیشتر طول کشید.

### اکتشاف‌های فضایی
کاوش‌گر ایکاروس
ایکاروس نخستین فضاپیمای خورشیدی بین سیاره ای موفق جهان توسط آژانس کاوش‌های هوافضای ژاپن در ۲۱ مه ۲۰۱۰ راه اندازی شد.

### فناوری ذخیره‌سازی

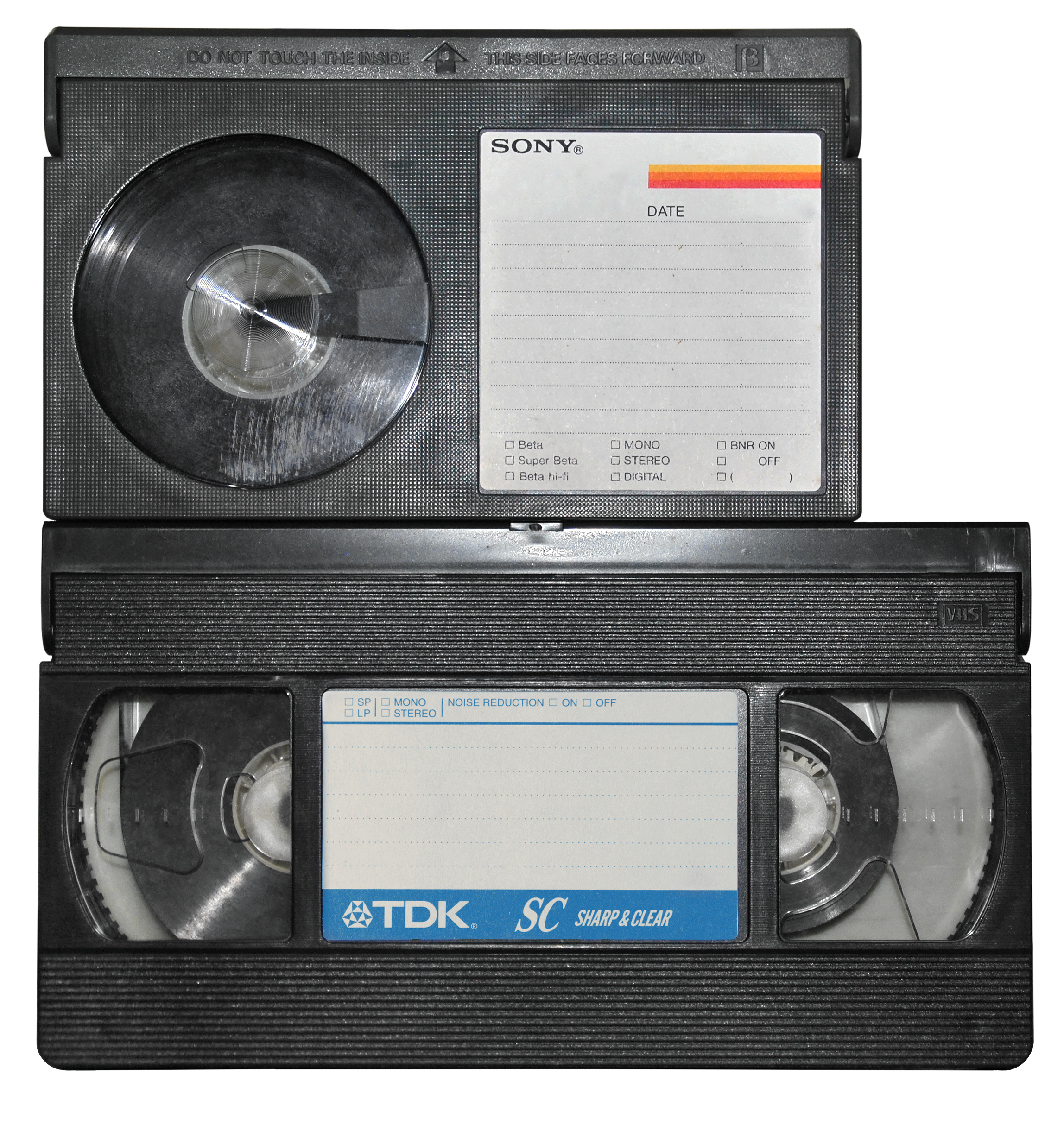
نوارهای بتامَکس (بالا) و وی‌اِیچ‌اِس (پایین) به ترتیب توسط شرکت‌های ژاپنی سونی و جی‌وی‌سی ساخته شدند.

دیسک بلو-ری (همراه دیگر کشورها)
پس از اختراع دیودهای لیزر آبی توسط شوجی ناکامورا، سونی دو پروژه را با استفاده از دیودهای جدید آغاز کرد: لنز فراچگال (Ultra Density Optical) و دی‌وی‌آر آبی (همراه با شرکت پایونیر). این دو در واقع فرمت دیسک‌های قابل بازنویسی بودند که در نهایت تبدیل به دیسک بلو-ری شدند. انجمن دیسک بلو-ری توسط موسسه فناوری ماساچوست در کنار ۹ شرکت تأسیس شد: پنج شرکت از ژاپن، دو شرکت از کره، یکی از هلند و دیگری از فرانسه.
لوح فشرده (به‌یاری فیلیپس)
این لوح جمع و جور توسط فیلیپس و سونی ساخته شده‌است. سونی برای اولین بار یک لوح صوتی دیجیتال نوری به‌صورت عمومی در سپتامبر ۱۹۷۶ را به نمایش گذاشت. در سپتامبر ۱۹۷۸، این شرکت یک لوح صوتی دیجیتال نوری با ۱۵۰ دقیقه زمان پخش و با مشخصات ۴۴٬۰۵۶ هرتز سرعت، وضوح خطی ۱۶ بیتی، کد تصحیح خطای متقاطع، که مشابه لوح فشرده بود را در سال ۱۹۸۲ معرفی نمودند.
دی‌وی‌دی (با همکاری شرکت هلندی فیلیپس)
دی‌وی‌دی که برای نخستین بار در سال ۱۹۹۵ تولید شد، حاصل همکاری سه شرکت ژاپنی سونی، توشیبا و پاناسونیک و یک شرکت هلندی به نام فیلیپس بود.
حافظه فلش
حافظه فلش (هر دو نوع آن‌اوآر و ان‌ای‌ان‌دی) توسط دکتر فوجیو ماسوکا هنگام کار در توشیبا به سال ۱۹۸۰ اختراع شد.
بتامکس
بتامکس یک نوار مغناطیسی ویدئویی بود که توسط شرکت سونی در تاریخ ۱۰ مه سال ۱۹۷۵ به بازار عرضه شد.
سامانه ویدیوی خانگی (وی‌ایچ‌اس)
وی‌ایچ‌اس در سال ۱۹۷۳ توسط یوما شیرائیشی و شیزو تاکانو که برای شرکت جی‌وی‌سی کار می‌کردند، اختراع شد.
ضبط صوت تصویری
نوریکازو ساوازاکی، نخستین ضبط صوت تصویری را در سال ۱۹۵۳ اختراع کرد که یک نمونه از ضبط صوت تصویری اسکن مارپیچی بود. در سال ۱۹۵۹، توشیبا نخستین ضبط صوت تصویری اسکن مارپیچی تجاری‌شده را عرضه کرد.

### تلویزیون
تلویزیون تمام‌الکترونیکی
در سال ۱۹۲۶، کنجیرو تاکایاناگی نخستین تلویزیون کاملاً الکترونیکی جهان را چندین ماه پیش از فیلو تی. فارنسورث اختراع کرد.
دیافراگم مشبک
دیافراگم مشبک، یکی از دو عمده فناوری صفحه نمایش به نام لامپ پرتوی کاتدی (CRT)، به علاوه فناوری قدیمی‌تر ماسک سایه بود. دیافراگم مشبک توسط سونی با تلویزیون ترینیترون این شرکت در سال ۱۹۶۸ معرفی شد.
تلویزیون رنگی با نمایشگر پلاسما
نخستین تلویزیون رنگی پلاسما در جهان توسط فوجیتسو در سال ۱۹۸۹ تولید شد.
تلویزیون دستی
در سال ۱۹۷۰، پاناسونیک نخستین تلویزیونی را که به اندازه کافی کوچک بود و در یک جیب بزرگ جا می‌شد، با نام پاناسونیک آی‌سی تی‌وی مدل تی‌آر-۰۰۱ را عرضه کرد. این تلویزیون از یک نمایشگر از ۱٫۵ اینچی به همراه یک بلندگوی ۱٫۵ اینچی بهره می‌برد.
تلویزیون ال‌سی‌دی
نخستین تلویزیون‌های ال‌سی‌دی به نام تلویزیون دستی در ژاپن اختراع شد. در سال ۱۹۸۰، گروه تحقیق و توسعه شرکت سیکو توسعه تلویزیونهای جیبی ال‌سی‌دی رنگی را آغاز کرد. در سال ۱۹۸۲، سیکو اپسون اولین تلویزیون ال‌سی‌دی، یک ساعت مچی مجهز به تلویزیون ال‌سی‌دی ماتریس فعال را با بازار عرضه کرد. در سال ۱۹۸۳، کاسیو تلویزیون ال‌سی‌دی دستی، کاسیو تی‌وی-۱۰ را عرضه کرد.
ال‌سی‌دی با ال‌ئی‌دی نور پس‌زمینه‌دار
نخستین تلویزیون ال‌سی‌دی داری ال‌ئی‌دی با نور پس‌زمینه در جهان، کوالیا ساخت شرکت سونی بود که در سال ۲۰۰۴ به بازار عرضه شد.

### منسوجات
جولایی خودکار
ساکیچی تویودا دستگاه‌های بافندگی زیادی را اختراع کرد. مشهورترین اختراع وی ماشین جولایی خودکار بود که در آن اصل جیدوکا (خودکارسازی هوشمند، Autonomation) را پیاده‌سازی کرد. این ماشین جولایی خودکار تویوتا مدل جی بود که به سال ۱۹۱۹ عرضه شد؛ یک ماشین کاملاً اتوماتیک بافندگی با سرعت بالا و دارای قابلیت تغییر شاتل بدون توقف و ده‌ها نوآوری دیگر. در آن زمان پیشرفته‌ترین دستگاه بافندگی جهان بود که باعث بهبود چشمگیر کیفیت و افزایش بیست برابری بهره‌وری شد.
وینایلون
بعد از نایلون، دومین الیاف مصنوعی ساخته شده توسط انسان، وینایلون است. این گونه الیاف برای نخستین بار توسط ایچیرو ساکورادا، اچ کاواکامی و دانشمند کره ای ری سونگ گی در مرکز تحقیقات شیمیایی تاکاتسوکی به سال ۱۹۳۹ در ژاپن ساخته شد.

### زمان‌سنجی

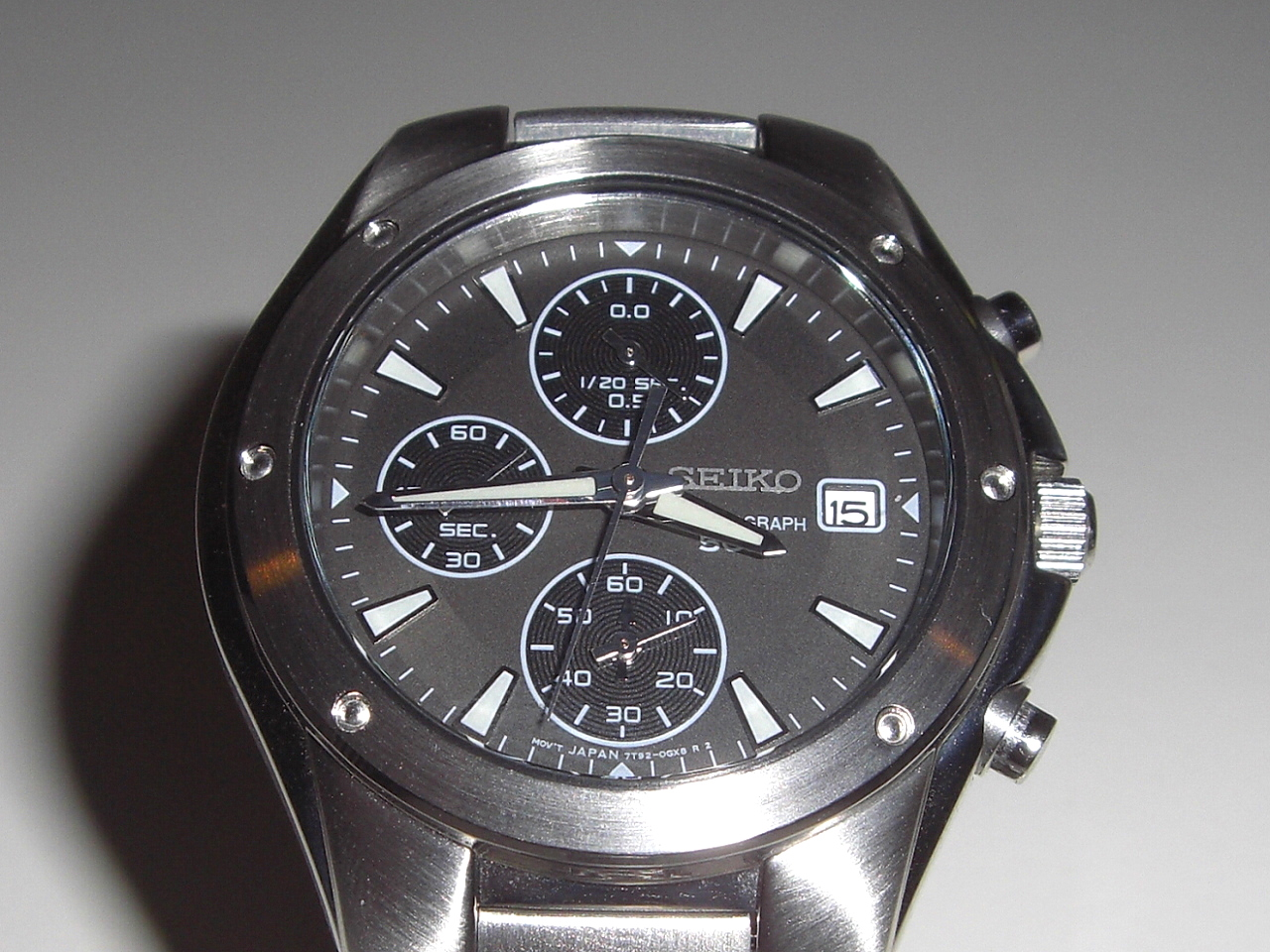
ساعت مچی کوارتز سیکو دارای کرونوگراف (مدل موومنت ۷تی۹۲).

ساعت خودکار کوارتز
نخستین ساعتی از ترکیب یک پیچه نوسان‌ساز کریستال برای تنظیم وقت ساخته شد، توسط شرکت سیکو در سال ۱۹۸۶ رونمایی شد.
ساعت سالیانه میریاد
ساعت سالیانه میریاد (自鳴鐘، مانن جیمیشو، ساعت روشن‌شده خودزنگ ده هزار ساله)، یک ساعت جهانی بود که توسط مخترع ژاپنی تاناکا هیساشیگ در سال ۱۸۵۱ طراحی شد. این ساعت از دسته ساعت‌های ژاپنی به نام وادوکی است.
ساعت مچی کوارتز
نخستین ساعت مچی کوارتز جهان در سال ۱۹۶۷ به نام آسترون توسط شرکت سیکو در ژاپن معرفی شد که از سال ۱۹۵۸ در حال توسعه بود. سرانجام در سال ۱۹۶۹ برای عموم عرضه شد.
اسپرینگ درایو
اسپرینگ درایو نوعی حرکت ساعت است که برای نخستین بار توسط یوشیکازو آکاهانه در سال ۱۹۷۷ و برای شرکت سیکو ساخته و به سال ۱۹۸۲ ثبت اختراع شد. این ویژگی یک حرکت مداوم به جای ضربان‌های زمانی در ساعت‌ها ایجاد می‌کند. در ساعت‌های مکانیکی سنتی و بیشتر ساعت‌های کوارتز از حرکت ضربانی به جای حرکت ممتد استفاده می‌شود.

### حمل و نقل

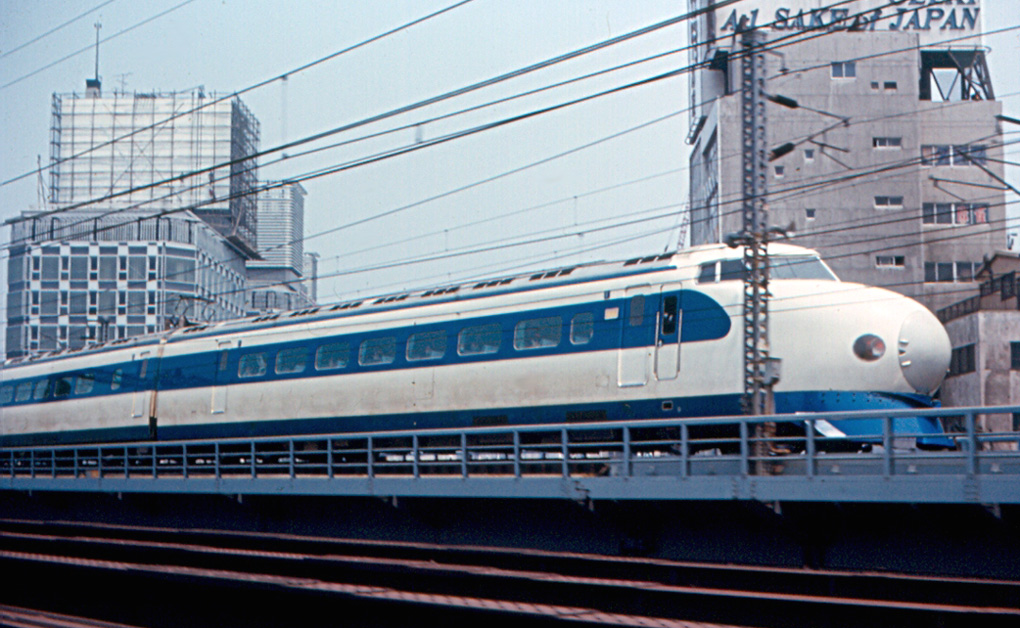
یک شینکانسن در توکیو به سال ۱۹۶۷

ناو هواپیمابر
ناو هواپیمابر ژاپنی هوشو نخستین ناو هواپیمابر ساخته شده به منظوری ویژه در جهان بود. به این ناو در سال ۱۹۲۲ برای نیروی دریایی امپراطوری ژاپن (IJN) مأموریت‌هایی محول شد. هوشو و گروه هواپیمایی آن در رویداد ۲۸ ژانویه در سال ۱۹۳۲ و در مراحل آغازین جنگ دوم چین و ژاپن در واپسین سال‌های ۱۹۳۷ شرکت کردند.
شینکانسن
نخستین قطار تندروی شینکاسن جهان با توانایی بالا (در ابتدا حداکثر ۱۲ خودرو) " توکایدو شنکانسن " ژاپن بود که به‌طور رسمی در اکتبر ۱۹۶۴ افتتاح شد و ساخت آن در آوریل ۱۹۵۹ آغاز شد. سری ۰ شینکانسن که توسط صنایع سنگین کاوازاکی ساخته شده‌است، به بیشینه سرعت ۲۱۰ کیلومتر در ساعت (۱۳۰ مایل در ساعت) در مسیر توکیو – ناگویا – کیوتو – اوزاکا، به‌دست‌آورد. در آزمایش پیش از آن، این قطار توانسته بود به بیشینه سرعت ۲۵۶ کیلومتر در ساعت که به سال ۱۹۶۳ اجرا شده بود، دست یابد.
جعبه‌دنده متغیر پیوسته
در نخستین روزهای سال ۱۹۸۷، سوبارو، مدل جاستی در توکیو را با یک جعبه‌دنده متغیر پیوسته با مهار الکترونیکی (ECVT) که توسط سوبارو کورپوریشن، مالک سوبارو ساخته شده بود را روانه بازار کرد.
خودروی برقی دوگانه
نخستین وسیله نقلیه دوگانه تجاری، تویوتا پریوس، در سال ۱۹۹۷ به بازار عرضه شد.
خودروی هیدروژنی
در سال ۲۰۱۴، تویوتا نخستین خودروی ساخته‌شده با پیل سوختی هیدروژنی را با نام تویوتا میرای به بازار عرضه کرد. برد میرای ۳۱۲ مایل (۵۰۲ کیلومتر) است و سوخت‌گیری آن حدود ۵ دقیقه طول می‌کشد. قیمت فروش پایه آن نزدیک به ۷ میلیون ین (۶۹۰۰۰ دلار آمریکا) بوده‌است.
خودروی کی
خودروهای کی شامل دسته ای از خودروهای کوچک، از جمله خودروهای سواری، ون‌ها و کامیونت‌ها می‌شود. از این خودروها برای معافی قانونی از پرداخت مالیات و بیمه طراحی شده‌اند و همچنین در مناطق روستایی از شرط تأیید در دسترس بودن پارکینگ مناسب برای خودرو معاف هستند.
ریکشا
یک گاری مسافربر دو یا سه‌چرخه که یک یا دو نفر را در خود جای می‌دهد و به عنوان یک نوع وسیله حمل و نقل با نیروی محرکه انسانی است که توسط یک دونده کشیده می‌شود. ریکشا در ژاپن در حدود سال ۱۸۶۹ میلادی پس از رفع ممنوعیت استفاده از وسایل نقلیه چرخ‌دار از دوره توکوگاوا (۱۸۶۸–۱۶۰۳)، و در آغاز یک دوره سریع پیشرفت فنی در سراسر ژاپن، اختراع شد.
پله‌برقی مارپیچی
میتسوبیشی الکتریک در سال ۱۹۸۵ از نخستین پله برقی کارکردی مارپیچی جهان رونمایی کرد. پله‌برقی‌های مارپیچی این مزیت را دارند که فضای کمتری نسبت به نمونه‌های معمولی خود اشغال می‌کنند.

### سلاح
بادکنک آتش‌زا
بادکنک آتش‌زا یا بمب بالنی، سلاحی آزمایشی بود که از سال ۱۹۴۴ تا ۱۹۴۵ در طول جنگ جهانی دوم توسط ژاپن استفاده شد.

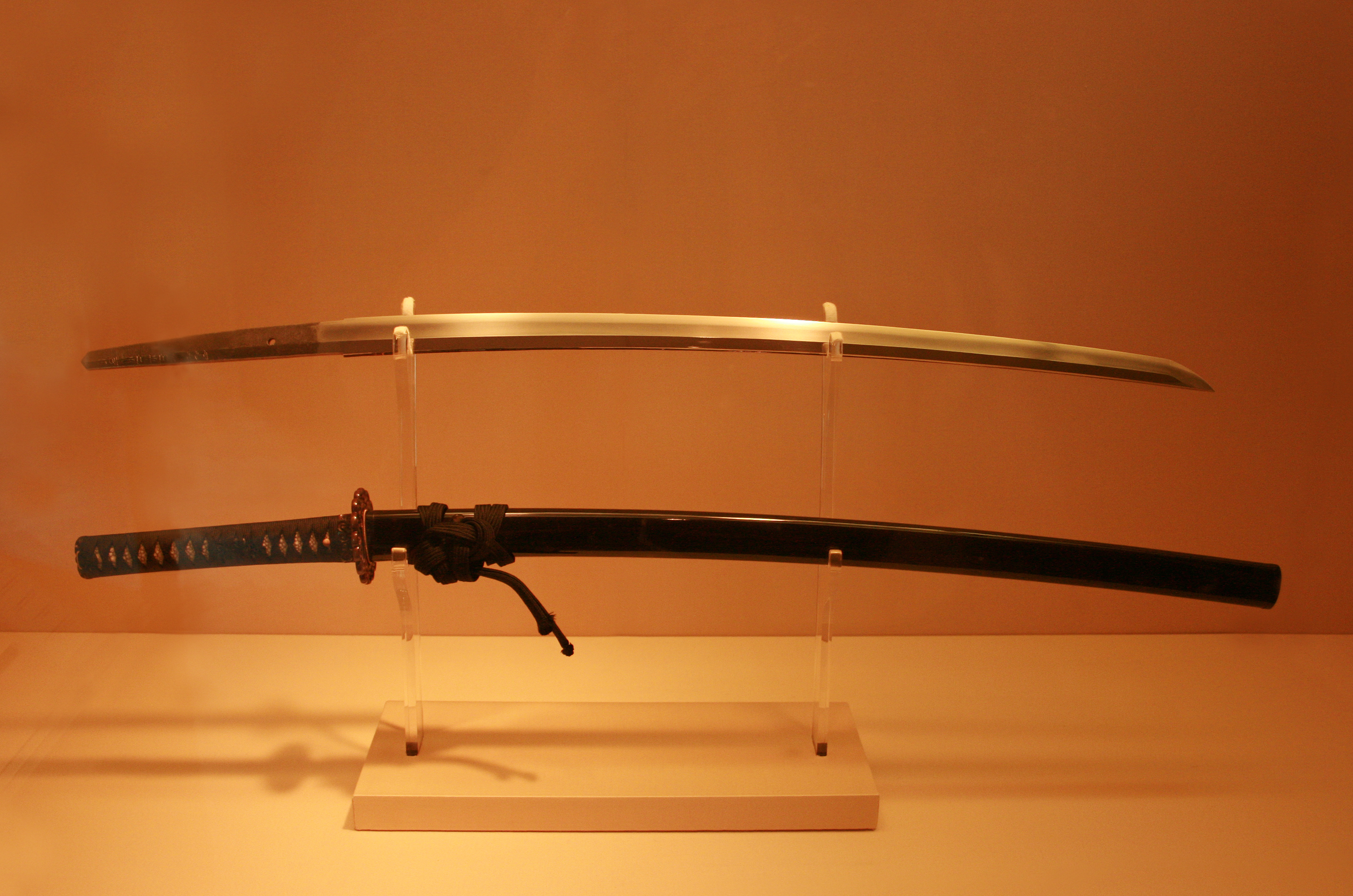
کاتانا
کاتانا گونه‌ای شمشیر ژاپنی سنتی است که توسط جنگجویان سامورایی ژاپن باستان و فئودال استفاده می‌شد. این شمشیرها در دوره موروماچی (1373 – ۱۵۷۳) در نتیجه تغییر شرایط جنگ که نیاز به زمان پاسخ سریع تر است، ایجاد شدند. کاتانا با داشتن تیغه رو به بالا، به آسانی به سامورایی‌ها اجازه می‌دهد آن را برکشیده و با یک حرکت به سمت دشمن خود حمله کنند. قبلاً شمشیر خمیده سامورایی با تیغه رو به پایین ساخته می‌شد. توانایی کشیدن و برش در یک حرکت نیز به‌طور فزاینده ای در زندگی روزمره سامورایی مفید واقع شد.
شوریکن
شوریکن در طول جنگ گوساننن به عنوان سلاحی پنهان اختراع شد و در درجه اول به منظور منحرف کردن هدف از آن استفاده می‌شد.

### انتقال بی‌سیم
ارتباط رگباری شهاب‌واره
نخستین مشاهده اثر متقابل شهاب‌واره‌ها و انتشار رادیویی رگباری توسط هانتارو ناگاوکا در سال ۱۹۲۹ گزارش شد.
آنتن شاخه‌ای
آنتن یاگی-اودا یا آنتن شاخه‌ای در سال ۱۹۲۶ توسط شینتارو اودا از دانشگاه توهوکو شهر سندای در ژاپن و با همکاری هیدتسوگو یاگی، که وی نیز از همان دانشگاه بود، اختراع شد. یاگی نخستین مرجع انگلیسی زبان در مورد آنتن را در مقاله‌ای به سال ۱۹۲۸ با موضوع پژوهش دربارهٔ موج کوتاه در ژاپن منتشر کرد. یاگی همیشه سهم اصلی اودا را در طراحی اذعان می‌داشت و نام مناسب آنتن همان‌طور که در بالا گفته شد، آنتن یاگی-اودا نهاده شده‌است.

### نوشت‌افزار

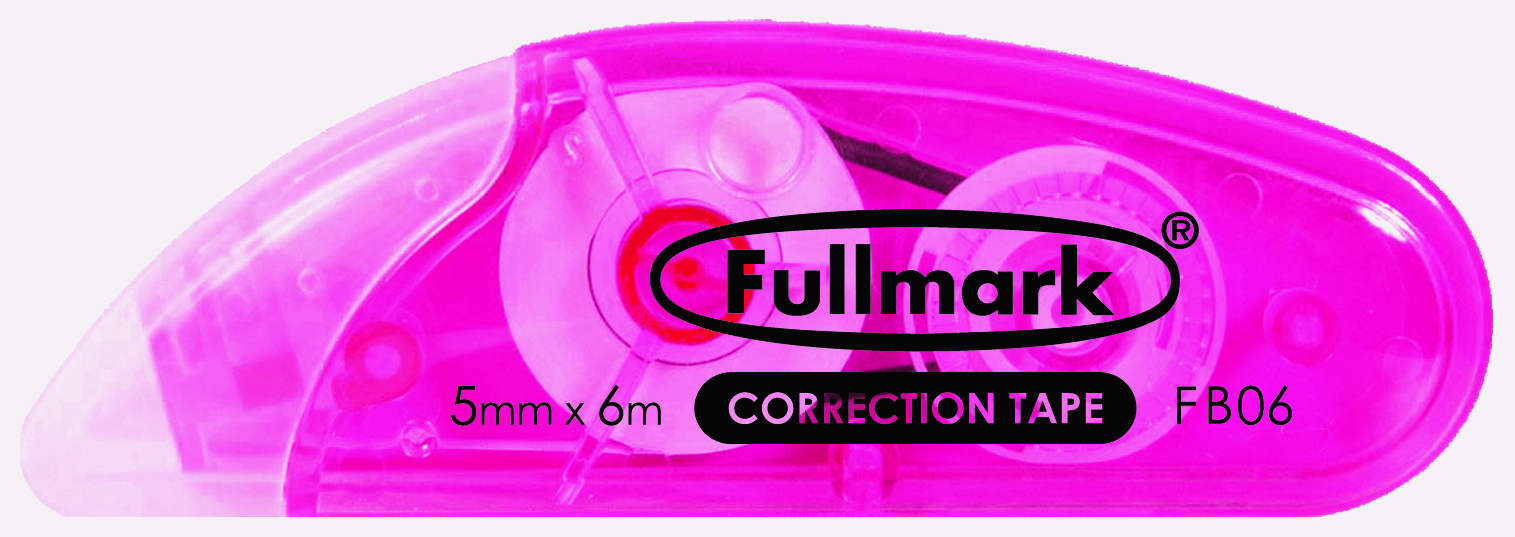
مدل بی به رنگ صورتی

نوار تصحیح
نوار تصحیح در سال ۱۹۸۹ توسط تولیدکننده ژاپنی، سید، اختراع شد که در واقع جایگزین برای غلط‌گیر است.
خودکار ژلی
خودکار ژلی در سال ۱۹۸۴ توسط شرکت ساکورا کالر در اوزاکا اختراع شد.
قلم غلتک
اولین قلم رولر در سال ۱۹۶۳ توسط شرکت ژاپنی Ohto اختراع شد.

## مرتبط
برف‌دانه مصنوعی
نخستین برف‌دانه مصنوعی توسط اوکیچیرو ناکایا در سال ۱۹۳۶، سه سال پس از نخستین تلاش او ساخته شد.
کنسرو قهوه
کنسرو قهوه در سال ۱۹۶۵ توسط میورا یوشیتاکه، صاحب کافی شاپ در همادا، استان شیمانه ژاپن اختراع شد.
شکلک
نخستین شکلک در سال ۱۹۹۸ یا ۱۹۹۹ در ژاپن توسط شیگتاکا کوریتا ساخته شد.
خوراک ساختگی
خوراک شبیه‌سازی شده پس از تسلیم ژاپن و پایان دادن به جنگ جهانی دوم در سال ۱۹۴۵ اختراع شد. غربی‌ها که به ژاپن سفر می‌کردند در خواندن منوهای ژاپنی مشکل داشتند و از همین رو، صنعتگران و شمعدان‌سازان ژاپنی غذای مومی درست می‌کردند تا خارجی‌ها بتوانند به راحتی چیزی را که اشتها آور است سفارش دهند.
نگاره‌صفحه
نخستین نگاره‌صفحه در ژاپن ایجاد شد. بعدها نگاره‌های دیگری چون کانال فوتابا ایجاد شدند.
سامانه یوشیزاوا رندلت
سامانه یوشیزاوا رندلت یک سیستم نمودارسازی است که برای مدلهای اوریگامی استفاده می‌شود. نخستین بار توسط آکیرا یوشیزاوا در سال ۱۹۵۴ ساخته شد. سپس توسط ساموئل رندلت و رابرت هاربین بهبود یافت.
متن‌صفحه
متن‌صفحه، همچون نگاره‌صفحه در ژاپن اختراع شده‌است. با این حال، خلاف نگاره‌صفحه، متن‌صفحه در خارج از ژاپن نسبتاً ناشناخته باقی ماند.